# Martin Fourcade
Pour les articles homonymes, voir Fourcade.
Martin Fourcade, né le 14 septembre 1988 à Céret est un biathlète français, six fois  champion olympique, sept fois vainqueur du classement général de la Coupe du monde et treize fois champion du monde dont la carrière internationale s'étend de 2007  à 2020. Considéré avec Ole Einar Bjørndalen et Johannes Thingnes Bø comme l'un des trois meilleurs biathlètes de l'histoire, il est le seul à avoir remporté sept fois le classement général de la Coupe du monde, en 2012, 2013, 2014, 2015, 2016, 2017 et 2018. Il détient également le record de globes de cristal remportés (33). Entre sa première victoire dans la poursuite de Kontiolahti le 14 mars 2010, et sa dernière course, dans la même épreuve et au même endroit, dix ans jour pour jour plus tard où il passe la ligne d'arrivée le premier, il totalise 84 victoires.
Avec un total de sept médailles olympiques, six en or et une en argent remportées aux Jeux olympiques de Vancouver en 2010, de Sotchi en 2014 et de Pyeongchang en 2018, Martin Fourcade est le sportif français le plus titré des Jeux olympiques, été et hiver confondus. Porte-drapeau de l'équipe de France aux Jeux de Pyeongchang, il y remporte trois médailles d'or et rejoint Jean-Claude Killy, l'autre Français trois fois titré dans les mêmes Jeux d'hiver.
Il est le deuxième biathlète en total de titres olympiques derrière Bjørndalen (8) ainsi que le troisième en nombre de médailles aux championnats du monde (28 dont 13 titres) derrière Bjørndalen (45 médailles mondiales dont 20 titres) et Johannes Thingnes Bø  (43 médailles dont 23 titres). Il est également le troisième au classement des victoires individuelles en Coupe du monde (84 succès) derrière les Norvégiens Bjørndalen (95 victoires individuelles) et Johannes Thingnes Bø (91). Il remporte au moins une médaille d'or individuelle à chaque édition des Mondiaux de 2011 à 2017 inclus. Enfin, il est le seul biathlète à avoir réalisé quatre Grands Chelems en Coupe du monde, en remportant tous les globes de cristal mis en jeu lors des saisons 2012-2013, 2015-2016, 2016-2017 et 2017-2018. Plus généralement, il a remporté 27 des 30 globes de cristal mis en jeu en Coupe du monde entre les saisons 2012-2013 et 2017-2018.
Affecté par une méforme physique persistante, sa belle série en Coupe du monde prend fin lors de la saison 2018-2019 entièrement dominée par Johannes Thingnes Bø, comme lors des championnats du monde à Östersund où il ne remporte aucune médaille, ce qui ne lui était pas arrivé depuis sa première participation en 2009. Il se reprend la saison suivante, avec sept nouvelles victoires dans tous les formats de course, dont son onzième titre mondial individuel, le 19 février 2020 lors des championnats du monde à Antholz-Anterselva pour égaler le total record de Ole Einar Bjørndalen. Il remporte également le relais masculin avec Émilien Jacquelin, Simon Desthieux et Quentin Fillon Maillet, ce qui constitue une première victoire collective pour la France aux Mondiaux depuis ceux de 2001. Il gagne à Kontiolahti son huitième petit globe de cristal du sprint, et se bat jusqu'au bout pour le gros globe. Après avoir annoncé la fin de sa carrière, il remporte sa dernière course, la poursuite disputée dans la station finlandaise, mais est battu de deux points au classement général par Johannes Thingnes Bø.
Il est président de la commission des athlètes des Jeux olympiques de Paris 2024, et devient membre du CIO pour un mandat de huit ans, en étant élu par ses pairs à la commission des athlètes de l'institution internationale le 17 février 2022 lors des Jeux d'hiver de Pékin.
Pressenti pour prendre la présidence des Jeux olympiques d'hiver de 2030 dans les Alpes françaises, il renonce après des désaccords avec plusieurs acteurs politiques.

## Biographie
Martin Fourcade, originaire de La Llagonne (département des Pyrénées-Orientales), est le fils de Gisèle Vila et Marcel Fourcade, qui s'impliquent dans la dynamique culturelle et sportive de la commune. Son père devient maire de cette commune en 2008. Martin Fourcade a deux frères, Brice et Simon (qui est également biathlète). Il est scolarisé au collège et lycée climatique Pierre-de-Coubertin de Font-Romeu, où il peut intégrer la filière sportive. Il s'y initie au ski nordique et au biathlon, puis au triathlon. En 2004, Fourcade pense à arrêter le biathlon avant de s'installer à Prémanon, dans le Jura.
Sous-officier puis officier de chasseurs alpins, il est recruté par l'École militaire de haute montagne de Chamonix jusqu'en 2014, puis au sein de l'armée de champions du bataillon de Joinville jusqu'en 2019. De 2008 à 2018, il est membre de l'équipe de France militaire de ski. Il est promu sous-lieutenant lors d'une cérémonie au sein du Ministère des Armées à Paris le 5 octobre 2017,.
Il est le père de deux filles : Manon, née le 10 septembre 2015, et Inès, née le 23 mars 2017. Le 16 novembre 2022, il annonce sur les réseaux sociaux la naissance de son fils, Hugo.

## Parcours sportif

### Débuts
En 2007, il remporte la médaille de bronze en relais avec l'équipe de France aux championnats du monde junior mais n'obtient pas de médaille dans une épreuve individuelle. Il commence sa carrière en coupe du monde en mars 2008 lors de l'étape finale d'Oslo Holmenkollen en terminant 61e du sprint avec un six sur dix au tir. Il boucle sa première saison complète en coupe du monde l'année suivante en réalisant notamment deux places dans les dix premiers, à Hochfilzen (dixième du sprint) et Pyeongchang (huitième à la poursuite des championnats du monde). Il se classe ainsi 24e du général avec 345 points.
Il entre au sein de l'Armée de terre en octobre 2008.

### Révélation en 2010

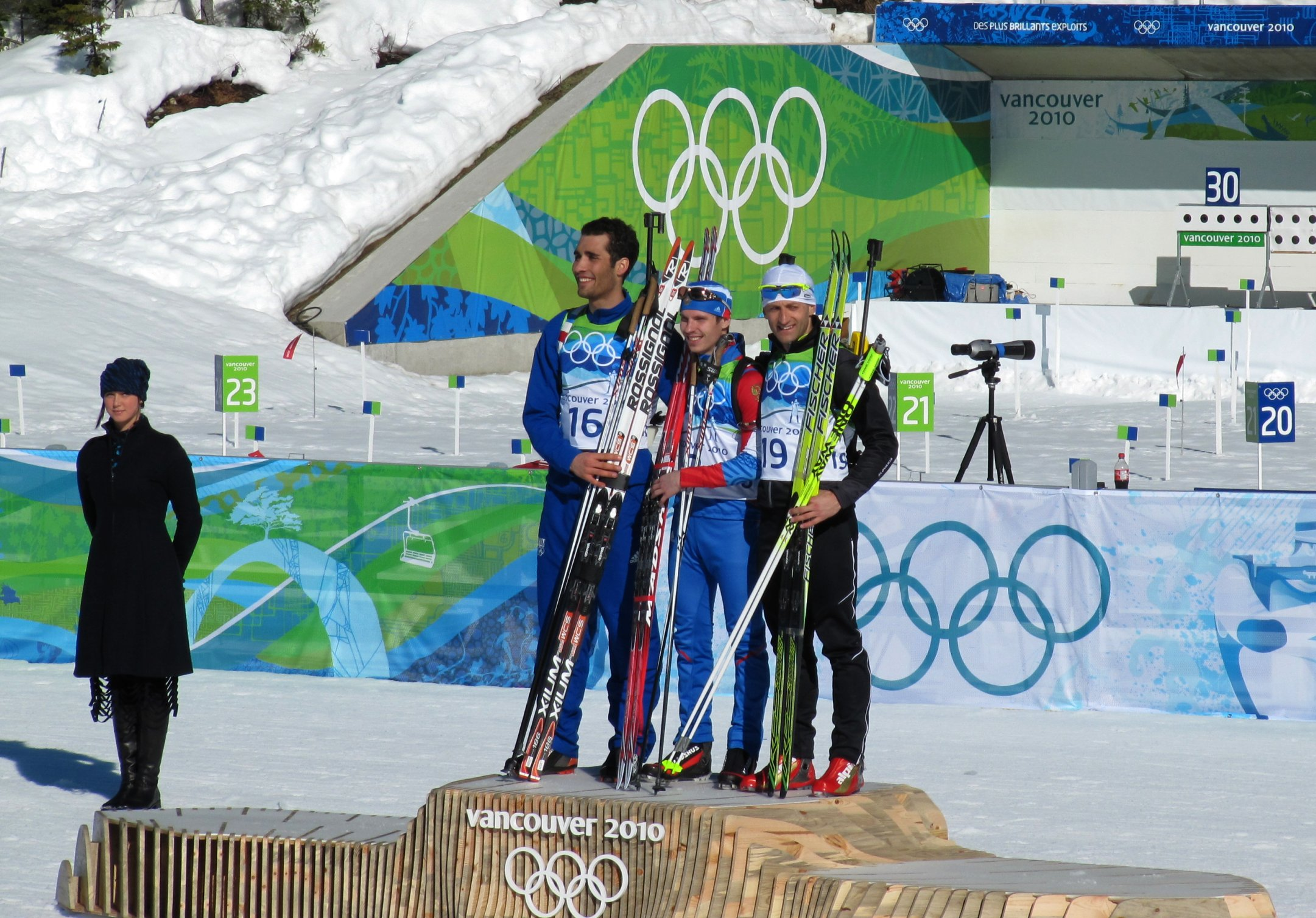
Podium du départ en ligne des Jeux de Vancouver.

Martin Fourcade se révèle lors de la saison 2009-2010 en réalisant plusieurs Top 10 en début de saison. Il continue à monter en puissance jusqu'aux Jeux olympiques de Vancouver, où il remporte la médaille d'argent de la mass-start derrière le Russe Evgeny Ustyugov, malgré trois fautes au tir, dont deux lors du premier tir couché et la dernière lors du dernier tir debout. Dans la dernière boucle, il effectuera un tour d'attaque rattrapant l'Autrichien Christoph Sumann puis le Slovaque Pavol Hurajt avant de franchir la ligne d'arrivée en deuxième position. Ce résultat fait suite à une quatorzième place lors de l'Individuel, une trente-cinquième place sur le sprint et trente-quatrième place sur la poursuite. Lors du relais où il fait équipe avec Vincent Jay, champion olympique du sprint, Vincent Defrasne et son frère Simon, la France termine à la sixième place.
Il continue sur sa lancée des Jeux olympiques en Coupe du monde, lorsqu'il monte sur son premier podium de Coupe du monde le 13 mars 2010, en terminant troisième du 10 km sprint de Kontiolahti (Finlande). Il enchaîne ensuite en remportant ses trois premières victoires en Coupe du monde, lors de la poursuite de Kontiolahti, du sprint d'Holmenkollen, et de la poursuite d'Holmenhollen,. Cela lui permet de remporter le petit globe de cristal de la poursuite, le premier globe de sa carrière. Son état de forme laisse penser qu'il peut lutter jusqu'au bout pour le gros globe de cristal. Néanmoins, il ne termine que vingt-et-unième de la mass start d'Holmenkollen, et lors de la dernière étape à Khanty-Mansiïsk, il abandonne sur le sprint avant de se classer sixième de la mass-start finale. Il doit finalement se contenter de la cinquième place du classement général avec 719 points pour sa deuxième saison complète en Coupe du monde.

### Confirmation en 2011

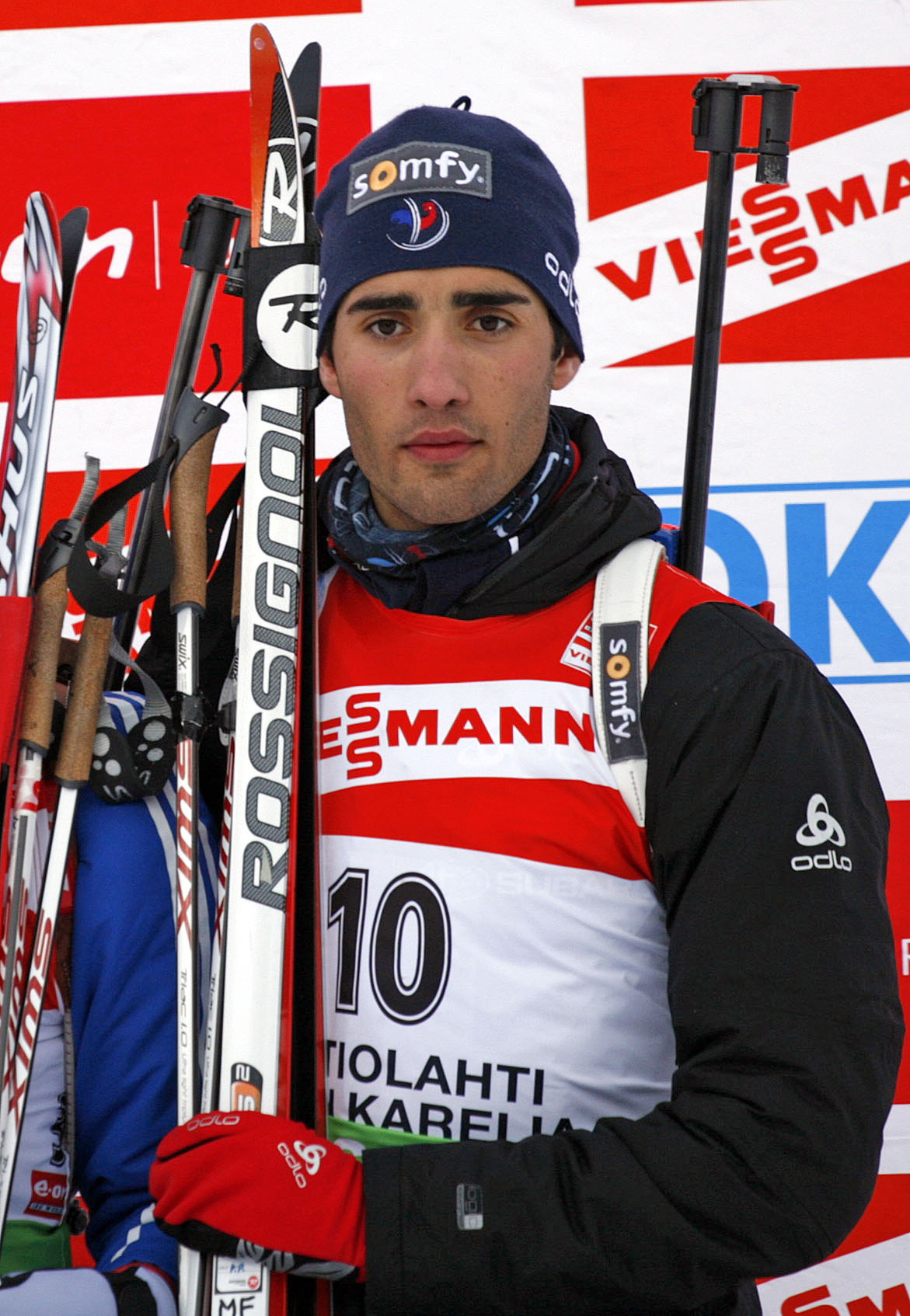
Martin Fourcade à Kontiolahti en 2010.

Martin Fourcade aborde la saison 2011 avec comme objectif de progresser au classement général de la coupe du monde, ainsi que de gagner des épreuves.
Les championnats du monde de Khanty-Mansiïsk sont une confirmation de tous les espoirs entrevus depuis le début de la saison. Le 3 mars, il remporte la médaille de bronze du relais mixte avec Marie-Laure Brunet, Marie Dorin et Alexis Bœuf. Deux jours plus tard, il devient vice-champion du monde de sprint derrière l'Allemand Arnd Peiffer et devant le Norvégien Tarjei Bø, en réalisant le meilleur temps de ski. Le lendemain, il obtient la consécration en devenant champion du monde de poursuite devant les Norvégiens Emil Hegle Svendsen et Tarjei Bø, malgré une faute supplémentaire au tir, mais en comblant l'écart grâce à sa rapidité à ski.
Il termine troisième du classement général de la coupe du monde derrière les Norvégiens Tarjei Bø, révélation de la saison, et Emil Hegle Svendsen. Sa saison étant notamment marquée par trois victoires.

### Vainqueur de la coupe du monde et triple champion du monde en 2012

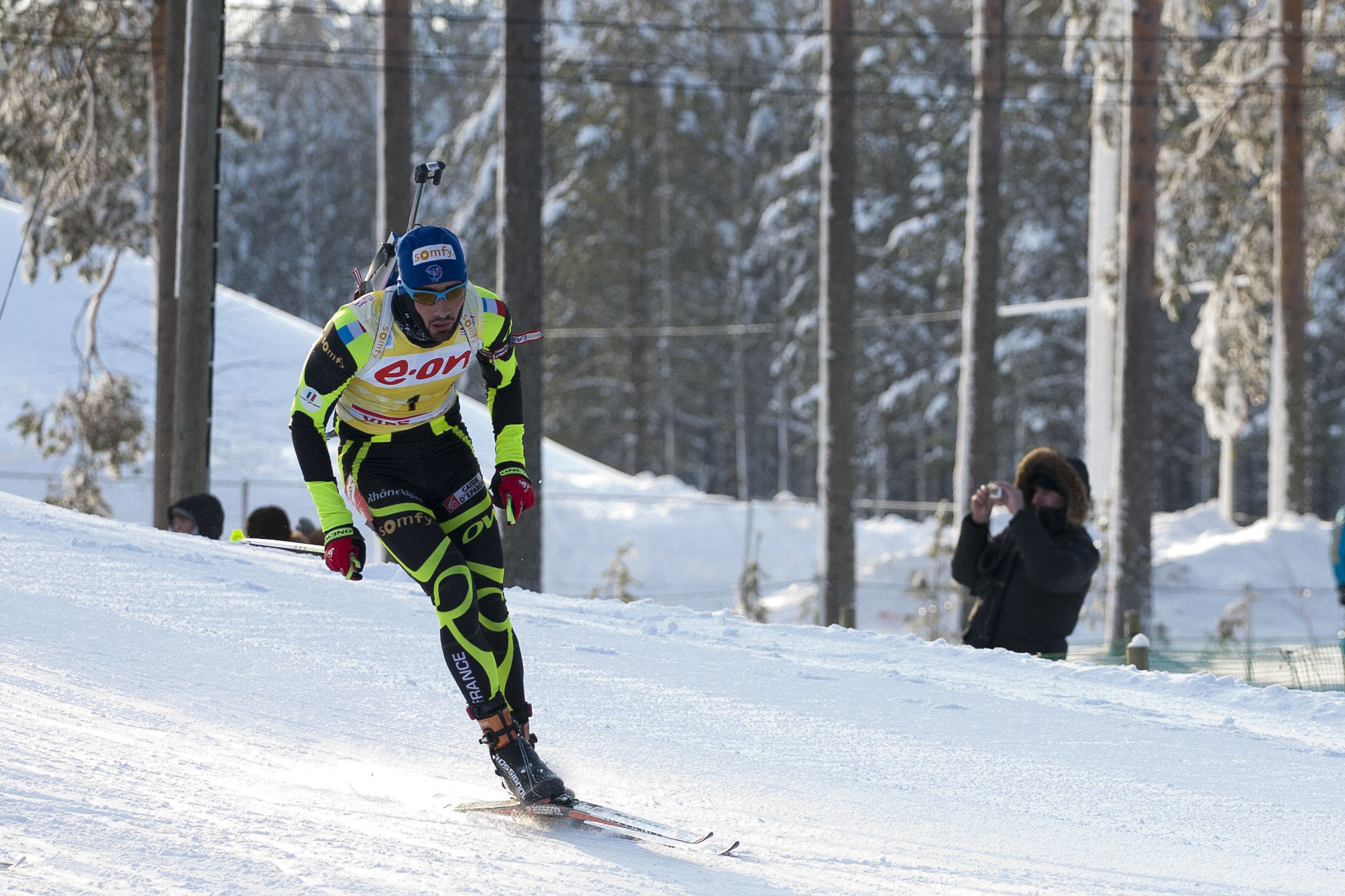
Martin Fourcade à Kontiolahti en Finlande le 12 février 2012.

Prétendant affiché au globe de cristal du classement général, Martin entame la saison 2011-2012 par deux victoires dans l'Individuel et la poursuite de Östersund, lui permettant de prendre immédiatement la tête du classement de la coupe du monde. Il termine troisième du sprint de Nove Mesto juste derrière son frère Simon. C'est la première fois que les frères Fourcade montent ensemble sur le même podium en individuel. Le lendemain, il termine deuxième de la poursuite revenant ainsi à 24 points de Svendsen au classement de la coupe du monde. À Antholz, il termine troisième du sprint et de la mass-start, reprenant ainsi le maillot jaune de leader de la coupe du monde. Lors de l'étape suivante, disputée à Oslo, le Norvégien reprend la tête du classement de la coupe du monde grâce à trois podiums, dont une victoire. Martin se classe dixième du sprint, quatrième de la poursuite et cinquième de la mass-start. Lors de la dernière étape avant les championnats du monde, il ne dispute pas la première épreuve, le relais mixte, épreuve remportée par les Français, puis il remporte le sprint devant le Russe Lapshin et le Suisse Weger. Le lendemain, il prend encore quelques points d'avance sur son rival norvégien en terminant deuxième de la poursuite, Svendsen prenant la quatrième place d'une course remportée par Ole Einar Bjørndalen.
Il commence les championnats du monde 2012 à Ruhpolding par une onzième place au relais mixte. Dernier relayeur, il prend le relais de son frère Simon loin des leaders en douzième position et remonte une place pendant son parcours. Deux jours plus tard, il devient champion du monde du sprint. Malgré deux fautes au tir tout comme son rival Svendsen, Martin Fourcade s'impose en raison d'un meilleur temps de ski et termine avec 15 secondes d'avance sur le Norvégien. Le lendemain, Fourcade part en tête de la poursuite fort de son avance issue du sprint. Auteur de quatre fautes au tir, il est à la lutte pour la victoire avec le Suédois Carl Johan Bergman à l'issue du dernier tir. Il distance le Suédois lors de l'avant-dernière ascension du parcours et s'impose en solitaire, remportant ainsi le doublé sprint-poursuite dans ces championnats. 25e de l'individuel où Fourcade commet cinq fautes au tir, il est ensuite dernier relayeur lors de l'épreuve par équipes. Il aborde son relais en tête mais est rattrapé par le Norvégien Svendsen après deux fautes au premier tir. Le Norvégien le distance ensuite grâce à un sans-faute sur le dernier tir couplé à trois fautes du Français et permet ainsi au relais norvégien de s'imposer devant le relais français. Fourcade termine ces championnats du monde par une troisième victoire lors de la mass-start, devenant ainsi le troisième biathlète à remporter trois titres mondiaux en épreuves individuelles dans une même édition des championnats du monde après Raphaël Poirée en 2004 et Ole Einar Bjørndalen. Celui-ci le réalise à deux reprises, en 2005 et 2009, remportant également le relais masculin lors de ces deux éditions.
Dans la foulée des championnats du monde, Fourcade remporte le sprint puis la poursuite de Khanty-Mansiïsk, ce qui lui permet de s'adjuger le globe des deux spécialités, et de s'assurer le gain du gros globe de cristal du classement général de la coupe du monde pour la première fois de sa carrière.

### Grand chelem en coupe du monde et champion du monde de l'Individuel en 2013
Enfin vainqueur du gros globe de cristal et après des mondiaux de biathlon 2012 réussis, Martin Fourcade désire participer aux championnats du monde de ski de fond 2013 en parallèle à la Coupe du monde de biathlon, à l'instar d'Ole Einar Bjørndalen quelques années auparavant. Pour se qualifier en coupe du monde de ski de fond, il prend part mi-novembre 2012 à l'épreuve de Beitostølen qui sélectionne les membres de l'équipe de France pour une étape de coupe du monde. Fourcade finit sixième derrière son compatriote Maurice Manificat mais devant Jean-Marc Gaillard c'est-à-dire second Français, ce résultat lui permet d'être qualifié en coupe du monde pour la saison 2012-2013. Le 24 novembre 2012, il participe donc à sa première épreuve de coupe du monde de ski de fond avec le 15 km style libre de Gällivare qu'il termine à la 47e place. Cette place peut le qualifier pour les championnats du monde 2013 mais il n'y participe finalement pas.
Quatre jours plus tard, Fourcade dispute et gagne la première course de la saison de coupe du monde de biathlon, l'individuel d'Östersund. Il conclut son week-end suédois par une victoire lors de la poursuite avec le dossard jaune de leader du classement général. Lors des deux étapes suivantes à Hochfilzen et Pokljuka, Fourcade obtient quatre nouveaux podiums individuels sur les sprints et les poursuites, et consolide son dossard jaune. Fourcade termine également deuxième en relais avec l'équipe de France, en compagnie notamment de Vincent Jay, qui dispute là la dernière épreuve de sa carrière. Après une blessure à l'épaule contractée lors du Show de biathlon à Gelsenkirchen, il commence l'année 2013 en léger retrait, ne terminant qu'au-delà de la 10e place au  cours de l'étape d'Oberhof. Cependant, il retrouve très vite les sommets puisque la semaine suivante, il s'adjuge trois victoires à Ruhpolding : le relais, le sprint et la mass start, confirmant son maillot jaune de leader de la coupe du monde. À Antholz, Fourcade est le dernier relayeur du relais masculin français, qui s'impose pour la deuxième fois consécutive, une première pour l'équipe de France masculine.
Annonçant viser au moins un titre mondial individuel, Martin Fourcade commence les championnats du monde par une médaille d'argent en relais mixte. Battu en sprint par son rival norvégien Emil Hegle Svendsen, Fourcade croit aborder la dernière ligne droite de la poursuite en tête mais il est battu au sprint pour un dixième de seconde par Svendsen. Le Français, en l'absence de Svendsen, malade, ne commet qu'une faute au tir lors de l'Individuel et remporte cette course avec près de 24 secondes d'avance sur l'Américain Tim Burke. Quatrième au moment de prendre le relais masculin, Fourcade pioche à deux reprises au tir debout mais profite des deux tours de pénalité de l'Allemand Erik Lesser pour terminer deuxième derrière la Norvège. En course pour la victoire lors de la dernière épreuve de ces championnats, la mass-start, Fourcade rate son dernier tir et termine en dixième position. Après cette mass-start, Fourcade déclare renoncer aux Championnats du monde de ski de fond pour se concentrer sur la Coupe du monde qu'il mène alors avec 93 points d'avance sur Svendsen.
Lors de l'étape de coupe du monde suivante, disputée à Oslo-Holmenkollen en l'absence de Svendsen lors des deux premières épreuves, Fourcade est tout d'abord battu d'un dixième de seconde par Tarjei Bø sur le sprint avant de s'imposer en poursuite, ce qui lui permet de gagner le globe de la spécialité une épreuve avant la fin. Lors de la mass start du dimanche, il se classe deuxième derrière le Tchèque Moravec, avec pourtant trois fautes au tir. Le 7 mars 2013, en l'absence de son rival Svendsen, Fourcade remporte l'Individuel de Sotchi devant Andreas Birnbacher et Serhiy Semenov. Le Français, en plus de s'emparer du globe de la spécialité, s'adjuge son deuxième gros globe de cristal consécutif à 3 épreuves de la fin de la saison. Il devient le premier biathlète à conserver la tête du classement de la coupe du monde de la première à la dernière épreuve. Deux jours plus tard, à l'issue de sa huitième victoire de la saison lors du sprint, Fourcade remporte le globe de la spécialité, son troisième de la saison. À Khanty-Mansiïsk, qui accueille l'étape finale, Fourcade remporte tout d'abord le sprint, puis finit troisième de la poursuite avec 5 fautes au tir avant de gagner la mass-start, ce qui lui permet de remporter le globe de la spécialité. Cumulant le gain du globe du classement général et celui des quatre globes de spécialités la même saison, il réalise ainsi le « Grand Chelem » pour la première fois, rejoignant en cela Raphaël Poirée en 2004, ainsi que la Suédoise Magdalena Forsberg et la Norvégienne Tora Berger chez les féminines, cette dernière réalisant cette performance également en 2013.

### Saison 2013-2014: la consécration olympique et troisième globe de cristal
L'objectif principal de la saison affiché par Martin Fourcade est l'or olympique, titre manquant encore à son palmarès. L'étape d'ouverture de Coupe du monde disputée à Östersund, permet de jauger les adversaires. Tout d'abord, lors du relais mixte, bien que lancé en tant que dernier relayeur avec environ une minute d'avance il rate sa dernière salve de tirs (3 tours de pénalité) et est de plus pénalisé de deux minutes pour n'avoir pas utilisé sa dernière pioche, la France termine cinquième. Le jeudi suivant, il participe à l'Individuel 20 km dont il est double tenant à Östersund, finalement il empoche sa vingt-cinquième victoire avec une avance de plus de deux minutes sur l'autrichien Simon Eder grâce à un 20 sur 20 au tir. Deux jours plus tard, toujours à Östersund, Fourcade signe avec 9 sur 10 au tir, sa deuxième victoire d'affilée cette fois ci en dominant le sprint devant le local suédois Fredrik Lindström et l'Américain Tim Burke.
Lors de l'étape suivante d'Hochfilzen, Fourcade est deuxième du sprint puis gagne la poursuite au lendemain d'une cinquième place avec le relais français, ce qui lui permet d'accentuer son avantage dans la coupe du monde. Une semaine plus tard, à la Coupe du monde du Grand-Bornand, grâce à une troisième place en sprint, il porte sa série de podiums consécutifs à treize unités, un record dans cette compétition. Cette série se termine lors de la course suivante, la poursuite disputée sur ce même site, où il termine dix-septième.

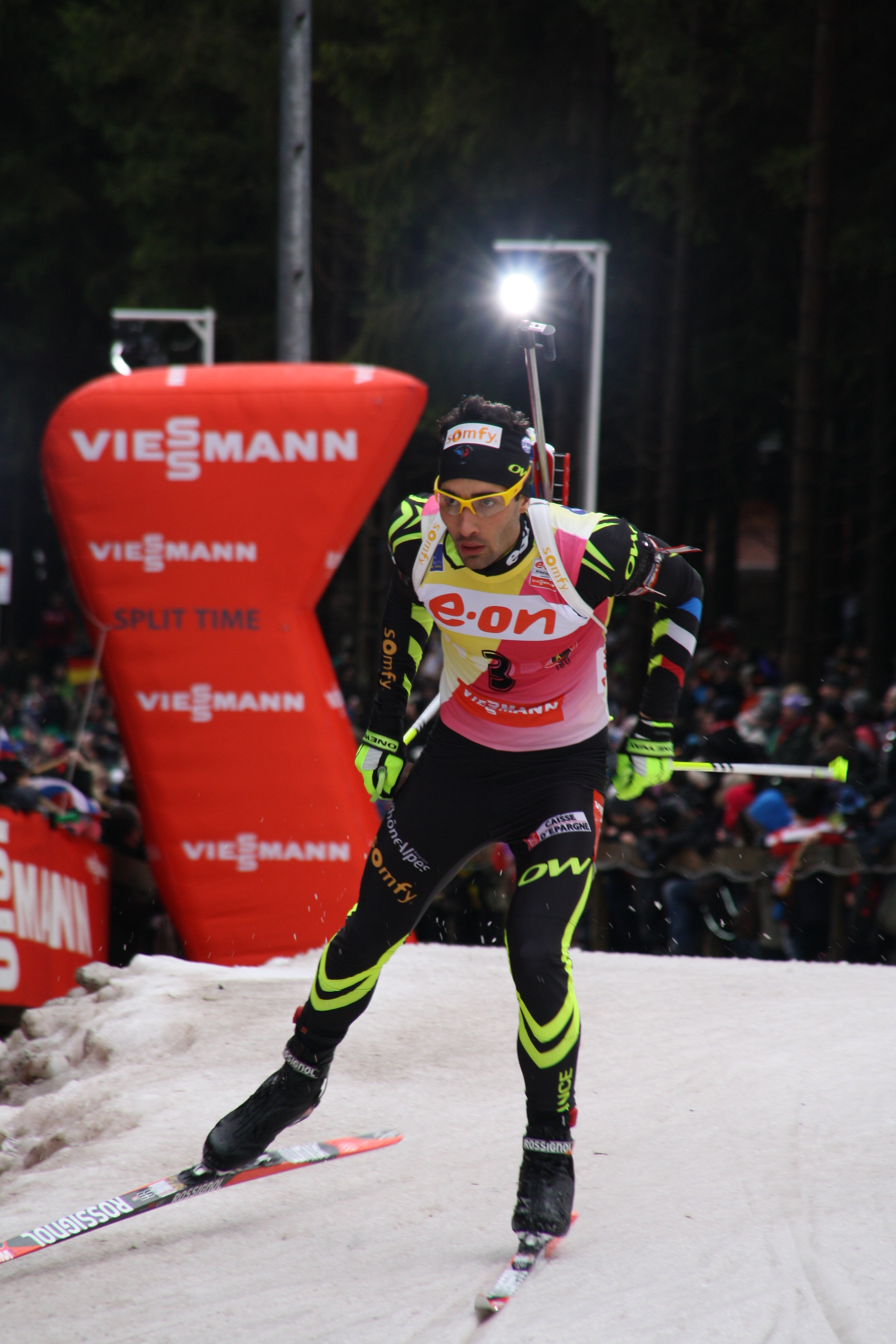
Martin Fourcade à Oberhof le 4 janvier 2014

Lors de l'étape suivante, disputée à Oberhof, il termine deux fois troisième, devancé à chaque fois par Emil Hegle Svendsen et Ole Einar Bjørndalen, puis remporte la troisième course de cette étape, une course en ligne. Il décide de ne pas participer aux épreuves disputées à Ruhpolding pour privilégier sa préparation olympique. De retour à Antholz-Anterselva, dernière étape avant les Jeux, il termine cinquième puis neuvième du sprint et de la poursuite, avant de remporter le relais également composé de son frère Simon Fourcade, relayé par Alexis Bœuf puis Jean-Guillaume Béatrix.

#### Jeux Olympiques de Sotchi 2014
Un mois plus tard, les Jeux olympiques d'hiver de 2014 se présentent pour le français qui vise ouvertement 2 médailles d'or, en individuel et en relais.
Dès le premier jour, il commence son parcours olympique par le sprint au terme duquel avec un 9/10 au tir, il termine 6e et ne parvient pas à remporter de médaille, l'or revenant à Ole Einar Bjørndalen. Ce résultat relayé par les médias laisse planer un doute sur la qualité de la suite de la compétition pour le biathlète français. Deux jours plus tard, Fourcade s'élance dans la poursuite olympique avec douze secondes de retard sur Bjørndalen.
Revenu assez vite sur le groupe devant lui il réalise un sans-faute sur les deux tirs couchés lui permettant de sortir en tête avec l'autrichien Landertinger et le canadien Leguellec. Quelques minutes plus tard, Fourcade fait une faute sur le premier tir debout mais profite des erreurs de ses adversaires pour ressortir devant avec six secondes d'avance sur Landertinger. Lors du dernier tir debout, il réalise un sans-faute se permettant de lever le poing en l'air vers son entraîneur Siegfried Mazet à l'issue de son dernier tir. Il remporte ainsi le premier titre olympique de sa carrière devant le tchèque Ondřej Moravec et son compatriote et ami Jean-Guillaume Béatrix. Le 13 février soit trois jours plus tard et à la suite de nombreuses sollicitations médiatiques après la poursuite, Fourcade réalise lors de l'épreuve du 20 km individuel un 19/20 au tir ainsi que le meilleur temps à skis lui permettant de remporter l'or devant l'allemand Erik Lesser et le russe Evgeniy Garanichev. Il devient ainsi le premier français à décrocher deux titres olympiques lors d'une même édition depuis Jean-Claude Killy à Grenoble en 1968. Le 18 février, lors de la mass-start olympique, il parvient à décrocher une médaille d'argent, malgré une faute au premier tir (19/20 au total). Il a fallu une photo-finish pour le départager d'Emil Hegle Svendsen (or avec 20/20 au tir). Cette médaille est sa quatrième obtenue lors d'une épreuve des Jeux olympiques, ce qui fait de lui le sportif français le plus médaillé à des Jeux d'hiver. Le 25 février 2014, il déclare à BFM TV très bien gagner sa vie et indique qu'une médaille d'or est rémunérée 50 000 € et une en argent 20 000 €.

#### Fin de saison et nouveau gros globe
Lors de la reprise de la Coupe du monde à Pokljkua, il termine septième du sprint puis de la poursuite, avec respectivement 2 et 4 fautes au tir, avant de terminer deuxième de la mass start derrière le suédois Björn Ferry. À Kontiolahti, après une deuxième place sur un sprint qui lui assure de gagner le classement de la spécialité, Fourcade, deuxième de la poursuite, profite de l'abandon de Svendsen pour remporter pour la troisième année consécutive le classement général de la coupe du monde, à trois épreuves de la fin. Lors de la dernière étape, il remporte la mass-start d'Oslo-Holmenkollen et remporte le globe de la spécialité. Il devient finalement champion de France de biathlon pour la première fois en remportant la mass-start organisée à Prémanon en fin de saison.

### Saison 2014-2015: premier biathlète à remporter4 foisconsécutivement le classement général de la Coupe du monde
Martin Fourcade subit une fatigue excessive lors de la préparation estivale à la saison 2014-2015. Des examens médicaux révèlent qu'il est atteint d'une mononucléose qui l'oblige à une indisponibilité le temps de la convalescence. Cette maladie entraîne la décision de son forfait pour les sélections pour les épreuves de la Coupe du monde de ski de fond. Il préfère pour l'instant se concentrer pleinement sur la Coupe du monde de biathlon
. Östersund marque l'ouverture de la nouvelle saison, et lors du relais mixte, il rattrape en tant que dernier relayeur 36 secondes sur les premiers et bat au sprint les concurrents norvégien et allemand. Cependant, lors de la première épreuve individuelle, le 20 km, il rate quatre cibles dès la première séance de tir couché et finira 81e, avec six fautes, la course remportée par Emil Svendsen. Trois jours plus tard, lors du sprint, il réagit pour gagner sa première manche de la saison avec un tir impeccable et une importante vitesse à skis. Il enchaîne avec un succès en poursuite devant Shipulin et Svendsen. Il réalise ensuite de bons résultats à Hochfilzen et à Pokljuka avec notamment une victoire lors de la poursuite à Hochfilzen (avec un 20/20 au tir) lui permettant d'avoir le dossard jaune de leader de la coupe du monde juste devant Svendsen. Il remporte le sprint d'Oberhof devant Ole Einar Bjørndalen et Timofey Lapshin. Il remporte ensuite la mass start sur le même site avec un 20/20 au tir malgré des conditions venteuses. Cette victoire est considérée comme l'une des meilleures de sa carrière. Il connaît ensuite un coup de mou à Ruhpolding et sur le sprint d'Antholz-Anterselva terminant en dehors du top 20 laissant ses adversaires Shipulin et Schempp se rapprocher davantage au classement général. Il se reprend ensuite lors de la poursuite d'Antholz pour finalement terminer cinquième après une fantastique remontée avec le meilleur temps de ski et un sans-faute au tir. Il échoue ensuite à un dixième de seconde de Jean Guillaume Béatrix lors du sprint de Nove Mesto et finit quatrième avant de finir ensuite troisième de la poursuite. Après deux deuxièmes places de l'allemand Simon Schempp, celui-ci le talonne au classement général avec 6 points de retard seulement sur lui. Il réalise ensuite de bons résultats en montant sur deux podiums en deux courses à Oslo avec notamment une victoire sur l'individuel d'Oslo avec un 20/20 au tir.
En mars 2015, aux Championnats du monde de Kontiolahti, Martin Fourcade remporte la médaille d'argent lors du relais mixte derrière la République tchèque. La Norvège complète le podium. Après des résultats moyens sur le sprint et sur la poursuite de ces mondiaux, Martin Fourcade remporte l'individuel malgré un 19/20 au tir devant Emil Svendsen, auteur, lui, d'un sans-faute. Longtemps troisième, son frère Simon finit au pied du podium. Il remporte ensuite la médaille de bronze lors du relais masculin derrière l'Allemagne et la Norvège. Lors de la mass start, malgré une grande forme sur les skis, il ne peut espérer mieux qu'une dixième place avec 4 fautes au tir.
À Khanty-Mansiïsk, Il remporte une victoire sur le sprint puis termine quatrième de la poursuite. Ce qui lui permet de remporter le gros globe de cristal devant son adversaire le plus proche au classement général Shipulin. Il remporte aussi ainsi le globe de la spécialité du sprint et de la poursuite. Il échoue cependant à remporter le globe de la mass start. Terminant vingtième de la mass start, il finit troisième du classement de la spécialité derrière Fak et Shipulin.
Avec ce quatrième gros globe de cristal, Martin Fourcade est le premier biathlète à le remporter quatre fois de suite chez les hommes.

### Saison 2015-2016:5egrosglobe,2eGrand chelem, et quadruple champion du monde à Oslo
Martin Fourcade commence la saison en participant à des épreuves de ski de fond, tout d'abord à Beitostoelen (Norvège) puis à Ruka (Finlande), lors du Nordic Opening. Il s'y classe, le 28 novembre, vingt-deuxième d'une épreuve de Coupe du monde.
Le biathlète pyrénéen poursuit avec le début de saison en biathlon par une décevante 21e place dans l'Individuel d'Östersund loin de la légende norvégienne Ole Einar Bjørndalen vainqueur de son  95e succès. La réaction de Fourcade ne se fait pas attendre puisqu'il enchaîne en Suède par 2 nets succès sur le sprint (devant Arnd Peiffer et Bjørndalen) et la poursuite (devant Peiffer et son coéquipier Quentin Fillon Maillet) qui lui permettent en plus d'atteindre sa 40e victoire en Coupe du monde, de reprendre la tête du classement général de la Coupe du Monde. Le week end suivant, il se classe 2e du sprint d'Hochfilzen derrière l'Allemand Simon Schempp et remporte la troisième victoire de sa saison le lendemain en dominant la poursuite devant le même Simon Schempp. Le lendemain, il aide ses coéquipiers à conquérir la 3e place du relais de la station Tyrolienne. Martin Fourcade conclut son mois de décembre par un nouveau podium en poursuite à Pokljuka à nouveau derrière Simon Schempp mais large leader du classement général avec plus de 50 points d'avance. Le 28 décembre, Fourcade participe et remporte pour la première fois en équipe avec Marie Dorin-Habert le World Team Challenge, une épreuve d'exhibition se disputant traditionnellement entre Noël et le jour de l'An dans la Veltins-Arena de Gelsenkirchen.
À la suite de l'annulation des courses d'Oberhof due au manque de neige, la saison de biathlon reprend le 8 janvier 2016 à Ruhpolding pour deux semaines dans la commune bavaroise. Profitant de l'absence de ses principaux rivaux malades, Martin Fourcade accentue son avance au classement général en prenant la 4e place du sprint ainsi que la 2e place de la poursuite le lendemain derrière l'Autrichien Simon Eder. Mieux encore, il remporte sa quatrième victoire de la saison à la suite d'une nouvelle confrontation au dernier tir avec son rival de toujours Emil Hegle Svendsen lors de la première Mass Start de l'hiver disputée le dimanche. Vainqueur trois jours plus tard de l'Individuel, Martin Fourcade remporte son 44e succès (en comptant ses deux titres olympiques) et égale à 27 ans, le record de victoires d'un Français en biathlon détenu par Raphael Poirée. Martin Fourcade conclut la semaine de Ruhpolding par une deuxième place lors de la mass start remporté par l'Allemand Erik Lesser.
Le week-end suivant se déroulant à Antholz Anterselva, il ne termine que 28e du sprint avec 3 fautes au tir avant de finir le lendemain lors de la poursuite au pied du podium au terme d'une grosse remontée marquée par son premier 20 sur 20 au tir de la saison, le Norvégien Johannes Thingnes Bø le privant de la troisième place en le dominant sur le final. Possédant à ce stade de la saison près de trois victoires d'avance au classement général, il devance son plus proche concurrent pour le globe Tarjei Bø de 162 points.

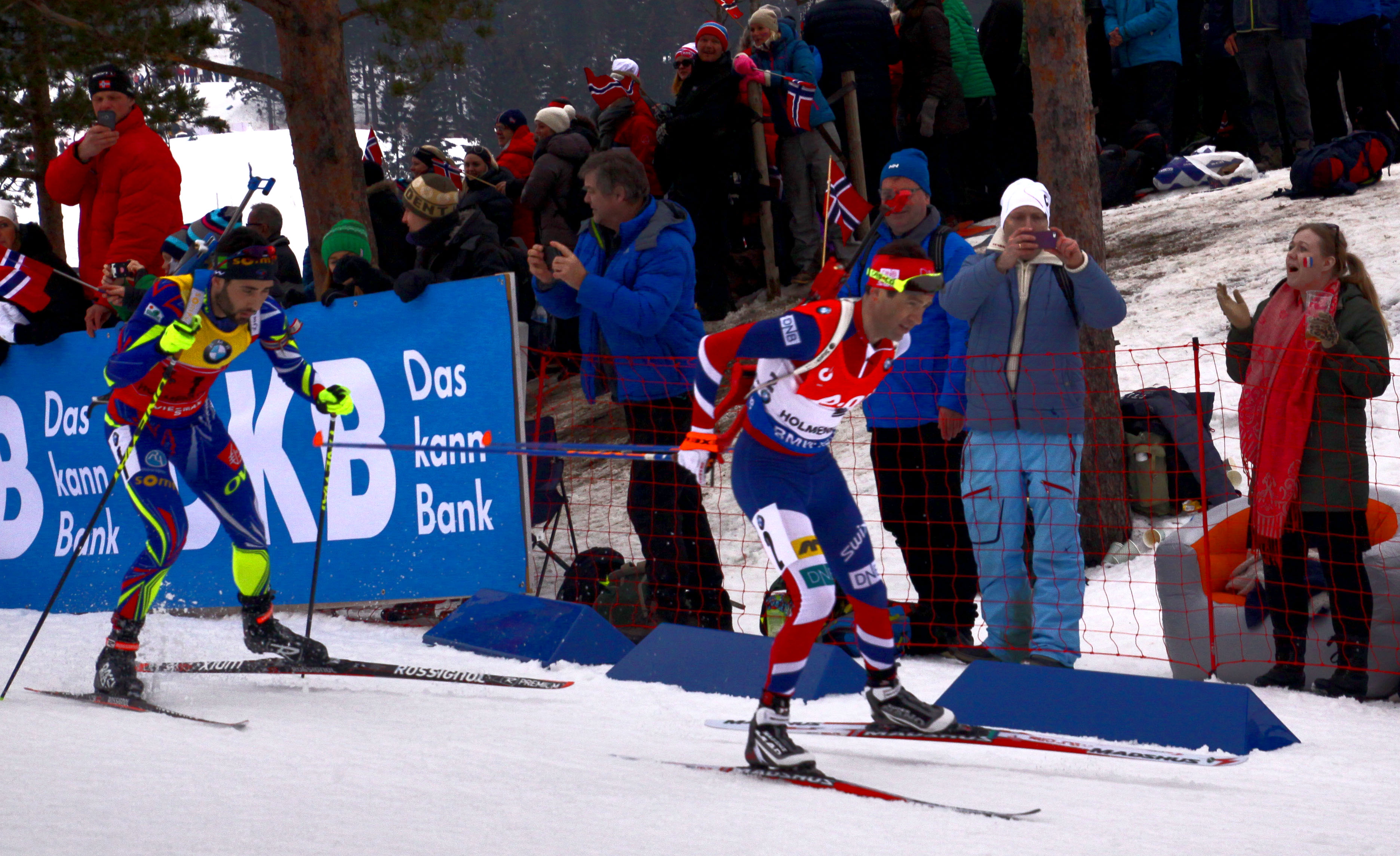
Martin Fourcade et Ole Einar Bjørndalen dans la course en ligne des Championnats du monde d'Oslo le 13 mars 2016

Après deux semaines sans épreuves, Martin Fourcade effectue son retour en Amérique du Nord pour les étapes de Canmore au Canada et de Presque Isle aux États-Unis. Ces deux semaines de courses hors de l'Europe se concluent par deux nouveaux succès individuel (le Sprint à Canmore devant Shipulin et Schempp et la poursuite de Presque Isle devant Johannes Thingnes Bø et Shipulin) et une autre victoire en relais simple mixte en équipe avec Marie Dorin-Habert. Il conforte ainsi son avance au classement général loin devant le Russe Shipulin et le Norvégien Tarjei Bø et aborde en pleine confiance la préparation pour les Championnats du monde d'Oslo qui se disputent en mars.

#### Championnats du monde à Oslo
Martin Fourcade débute idéalement avec la victoire lors du relais mixte accompagné de ses équipiers Anaïs Bescond, Marie Dorin-Habert et Quentin Fillon Maillet. Dernier relayeur, il parvient à distancer Simon Schempp sur les derniers mètres pour remporter son premier titre mondial avec un relais de l'équipe de France. Il enchaîne deux jours plus tard par son septième titre mondial individuel en dominant largement le sprint devant Ole Einar Bjørndalen et Serhiy Semenov devenant ainsi le biathlète français le plus titré en Championnats du monde devant Raphaël Poirée. Le lendemain, lors de la poursuite, Martin Fourcade profite de son avance pour remporter un nouveau titre mondial, son neuvième devant les norvégiens Bjørndalen et Emil Hegle Svendsen, malgré deux erreurs au dernier tir debout. Martin Fourcade s'assure là sa cinquième victoire consécutive au classement général de la Coupe du monde, ainsi que le globe de la spécialité comme celui remporté en sprint la veille ce qui porte son total à cinq gros globes et quatorze petits globes de cristal. Le 10 mars, Fourcade réalise la passe de trois (ou de quatre en comptant le relais mixte) en remportant l'Individuel malgré une faute au tir devant les Autrichiens Dominik Landertinger et Simon Eder qui réalisent pour leur part un 20 sur 20. Il remporte à l'occasion le globe de la spécialité. Dans le stade d'Holmenkollen, Martin Fourcade s'est jusque-là imposé à l'arrivée de toutes les courses qu'il a disputées. Après un relais décevant avec ses coéquipiers de l'équipe de France, Martin Fourcade conclut ses mondiaux par la deuxième place de la Mass start, devancé par le Norvégien Johannes Thingnes Bø, qui l'empêche de remporter les quatre titres individuels en jeu lors de ces Mondiaux, mais lui permet de remporter le globe de la spécialité et de réaliser ainsi son deuxième Grand Chelem (tous les globes de spécialités remportés) après celui de la saison 2012-2013.

### Saison 2016-2017: record de victoires sur un hiver,6egros globe consécutif,3eGrand Chelem

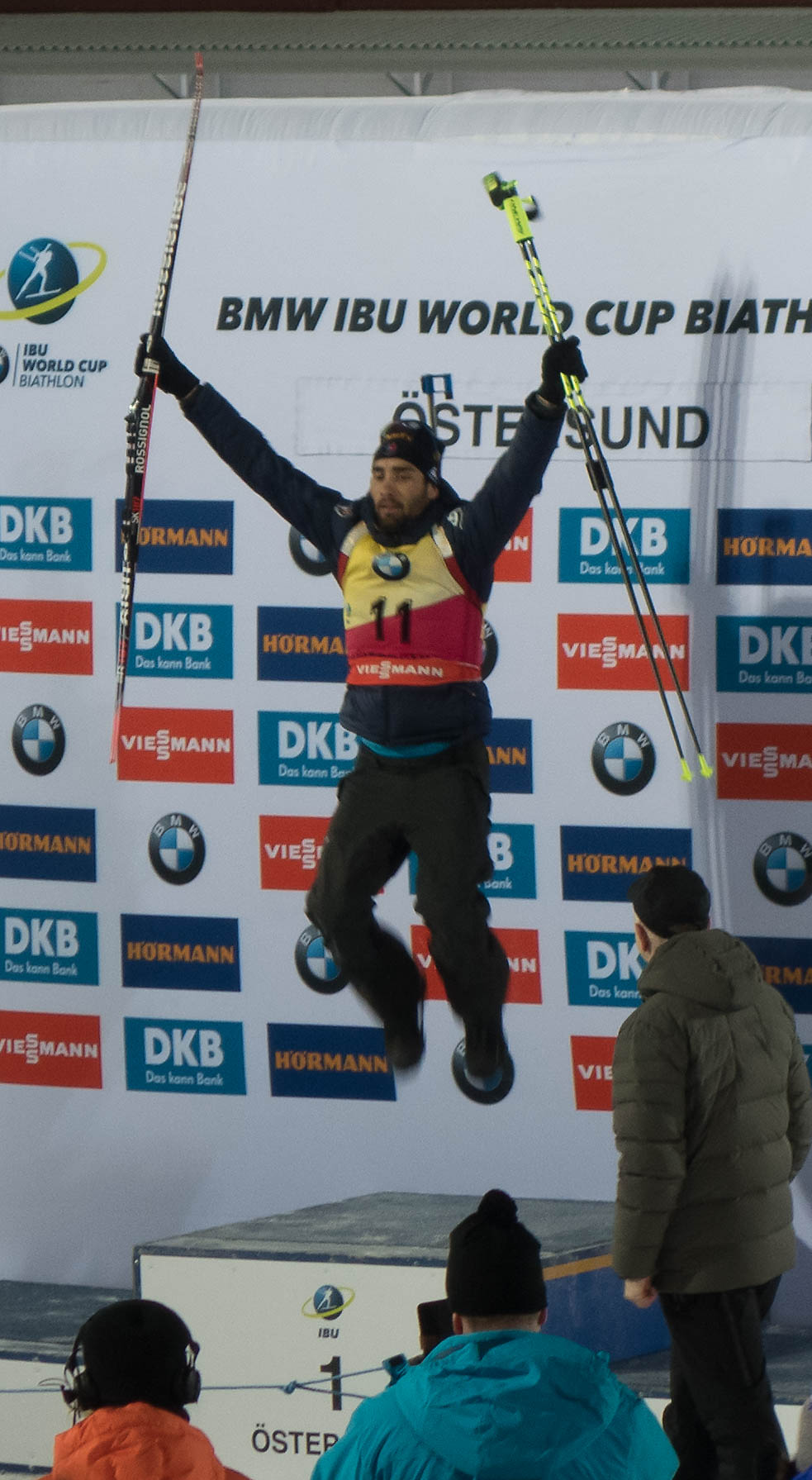
Martin Fourcade à Östersund, le 3 décembre 2016

Martin Fourcade aidé par une bonne préparation estivale, commence idéalement la saison en remportant tout d'abord le relais mixte simple d'Östersund, la toute première épreuve de la Coupe du monde 2016-2017 disputée le 27 novembre, avec Marie Dorin-Habert. Trois jours plus tard dans la même ville suédoise, et malgré un fort vent défavorable et deux minutes de pénalité, il gagne l'Individuel devant son jeune rival norvégien Johannes Thingnes Bø. Il s'agit là de sa cinquantième victoire en coupe du monde (sa douzième à Östersund). Le Français confirme le 3 décembre en réalisant un sans-faute et le deuxième temps sur les skis qui lui permettent de s'imposer sur le sprint avec plus de quarante secondes d'avance sur le local Suédois Fredrik Lindström et l'Allemand Arnd Peiffer. Fourcade conclut sa semaine en Suède le lendemain, par un nouveau podium en prenant la troisième place de la poursuite où il est devancé par les deux Russes Anton Babikov et Maxim Tsvetkov. La semaine suivante, il poursuit sa domination en réalisant le doublé dans la station Slovène de Pokljuka dans laquelle il ne s'était jamais imposé auparavant, en remportant le sprint devant Bø et Anton Shipulin et la poursuite le lendemain devant Emil Hegle Svendsen et Shipulin grâce à un 20 sur 20 au tir. Avec quatre victoires en cinq courses individuelles pour autant de podiums, le français s'assure déjà après deux week-end de courses, d'une avance substantielle au classement général avec près de 100 points d'avance sur son dauphin Johannes Thingnes Bø. Enfin, Martin Fourcade parachève son week-end slovène par un triplé en remportant le relais 4 × 7,5 km en compagnie de ses équipiers tricolores Jean-Guillaume Beatrix, Quentin Fillon Maillet et Simon Desthieux. Il s'agit du premier succès en relais pour l'équipe de France masculine depuis janvier 2014.
La série du biathlète français se poursuit le 15 décembre : malgré une faute au tir, il remporte son troisième sprint d'affilée à Nové Město na Moravě devant Shipulin et Svendsen soit sa 54e victoire. Il est le premier biathlète de l'histoire à réaliser le « hat trick de décembre », c'est-à-dire à remporter les trois premiers sprints de la saison, n'étant plus par ailleurs qu'à une unité de son 100e podium en Coupe du monde. Objectif que le Français atteint deux jours plus tard lors de la poursuite en remportant sa 55e victoire devant Shipulin et son compatriote Quentin Fillon Maillet. Fourcade réalise le lendemain son deuxième triplé dans une étape de coupe du monde d'affilée en remportant la mass start devant Simon Schempp et Anton Babikov. Il compte à ce stade de la saison, 7 victoires individuelles en 8 épreuves disputées et devient le premier biathlète de l'histoire à compter au moins dix victoires dans chaque discipline qui composent le biathlon. Avec cette série, il égale le record du nombre de victoires d'affilée (cinq) établi par Ole Einar Bjørndalen lors de la saison 2006-2007. « C'est incroyable, c'est une réussite insolente, Je suis d'un côté extrêmement heureux et de l'autre tellement surpris. Je suis sur un nuage. Je rentre pour Noël à la maison mais j'ai déjà eu mes cadeaux. » dit Martin Fourcade le 18 décembre.
La série victorieuse de Martin Fourcade s'arrête le 5 janvier 2017 à Oberhof, quatrième étape de la Coupe du monde 2016-2017, où il prend la 8e place du sprint 10 km après avoir raté trois cibles lors de son tir debout. Le Français se reprend deux jours plus tard en remportant sa huitième victoire individuelle de la saison lors de la poursuite durant laquelle et malgré des conditions de vent très défavorables, il réalise un 19/20 au tir et devance Arnd Peiffer et Dominik Windisch de plus d'1 minute L'étape d'Oberhof se conclut avec la Mass Start le 8 janvier. Contraint d'effectuer deux tours de pénalité après le premier tir debout, Martin Fourcade parvient à revenir sur la tête de course, rentre ses cinq balles au 4e tir (pour finir sur un 18/20), avant d'être battu au sprint, sur la ligne d'arrivée, par l'Allemand Simon Schempp, vainqueur devant son compatriote Erik Lesser. Ce nouveau podium permet toutefois au Français d'augmenter encore son avance en tête de la Coupe du monde sur ses poursuivants les plus proches.
À Ruhpolding, après un relais masculin raté par l'équipe de France (9e à l'arrivée), Martin Fourcade domine largement le sprint disputé le 13 janvier, avec un 10/10 au tir et en se montrant le plus rapide sur les skis pour terminer avec une avance de 18 secondes sur Julian Eberhard et plus de 39 secondes sur Emil Hegle Svendsen. C'est sa quatrième victoire en sprint de la saison, et la neuvième de l'hiver. il explique à chaud avoir pour objectif de battre le record de victoires sur une saison d'Ole Einar Bjørndalen qui s'était imposé douze fois en 2004-2005. Deux jours plus tard, le Français remporte sa dixième victoire individuelle de la saison et la 59e de sa carrière en dominant la poursuite dans la station Allemande malgré un 17/20 au tir, devant Svendsen à 18 secondes et le Tchèque Michal Krčmář remonté de la 29e place après le sprint, tous deux à zéro faute. Il égale son record personnel de victoires sur une saison à la moitié de celle en cours. Son avance en tête de la Coupe du monde se monte à 284 points sur Simon Schempp, ce qui équivaut quasiment à cinq victoires.
Le 20 janvier lors de l'Individuel 20 km d'Antholz-Anterselva où se dispute la sixième étape de la Coupe du monde 2016-2017, Martin Fourcade tire à 18 sur 20, et prend la deuxième place de la course à 41 secondes d'Anton Shipulin (19/20). C'est le 106e podium de sa carrière, dont 13 en 14 courses cette saison. Deux jours plus tard, il prend la 5e place de la mass start (trois fautes au tir) gagnée par Johannes Thingnes Bø.

#### Championnats du monde à Hochfilzen
Lors des championnats du monde 2017 disputés à Hochfilzen, Martin Fourcade commence par remporter la médaille d'argent du relais mixte 2 × 6 km + 2 × 7,5 km avec Anaïs Chevalier, Marie Dorin-Habert et Quentin Fillon Maillet derrière l'équipe d'Allemagne avant de terminer en bronze dans le sprint 7,5 km gagné par Benedikt Doll suivi par Johannes Thingnes Bø, en raison de deux erreurs au tir. Mais dans la poursuite, le 12 février, le Français s'impose avec un 19/20 et remporte son dixième titre mondial individuel (et son quatrième en poursuite) avec une belle avance sur Bø suivi de son compatriote quadragénaire Ole Einar Bjørndalen. Fourcade s'adjuge sa 4e médaille en autant d'épreuves disputées à Hochfilzen le 16 février : le bronze de l'Individuel 20 km remportée par l'Américain Lowell Bailey devant le tchèque Ondřej Moravec, tous deux auteurs d'un 20 sur 20 au tir, alors que le Français termine à 18 sur 20. Ce résultat lui permet d'enlever le petit globe de la discipline pour la deuxième année consécutive. Il conclut ensuite le relais 4 × 7,5 km hommes (précédé Jean-Guillaume Béatrix, Quentin Fillon Maillet et Simon Desthieux) avec la médaille d'argent derrière la Russie pour viser l'exploit inédit qui consisterait à monter sur les six podiums de ces Mondiaux. Mais deux erreurs au tir dans la mass start le condamnent pour conclure à la 5e place de la course remportée par Simon Schempp.

#### Fin de saison
La septième étape de la Coupe du monde, du 2 au 5 mars, se déroule sur le stade de biathlon d'Alpensia en avant première des Jeux d'hiver de Pyeongchang 2018. En se classant 3e du sprint (avec un 8/10 au tir) remporté par Julian Eberhard devant Lowell Bailey tous deux sans-faute, Martin Fourcade s'assure définitivement son sixième gros globe de cristal consécutif, record absolu en biathlon masculin. Il porte en effet son avance sur Anton Shipulin, 23e de cette course, à 360 points avec six épreuves restant à disputer et ne peut plus être rejoint. Il égale ainsi le nombre de victoires au classement général d'Ole Einar Bjørndalen qui ne les avait pas gagnées en continu, et du côté des dames, la série de Magdalena Forsberg de 1997 à 2002. Le 4 mars, il remporte avec un sans faute au tir sa sixième victoire en poursuite sur sept courses cette saison, qui est aussi sa douzième victoire de l'hiver, ce qui lui permet d'égaler le record qu'avait signé Bjørndalen en 2004-2005. Le lendemain, il remporte le relais avec Jean-Guillaume Béatrix, Simon Fourcade (son frère) et Simon Desthieux, 33 secondes devant l' Autriche et plus de 45 secondes devant le quatuor norvégien.
Martin Fourcade remporte ensuite le 10 mars son cinquième sprint de la saison à Kontiolahti. Malgré une erreur au tir debout, il devance à l'arrivée Ondřej Moravec de 6 dixièmes de seconde et Emil Hegle Svendsen de 9,4 secondes, tous deux auteurs d'un sans-faute. Il s'adjuge du coup le petit globe de cristal de la spécialité (ceux de l'Individuel et de la poursuite sont déjà assurés), et surtout, il signe sa treizième victoire de la saison, ce qui lui permet d'établir un nouveau record. Enfin, lors de l'étape finale à Holmenkollen, il termine 2e du sprint derrière Johannes Thingnes Bø, encore 2e de la poursuite devancé par Anton Shipulin et le 19 mars, il remporte la mass start avec un 20/20 au tir, malgré un maladroit oubli de munitions. C'est sa quatorzième victoire de la saison qui lui permet d'égaler le record hommes et femmes confondus établi en 2000-2001 par Magdalena Forsberg, de réaliser un troisième Grand Chelem en s'adjugeant le petit globe de la spécialité après tous les autres, et de battre le record de points sur une saison avec un total de 1 322 points. Sur les 26 courses de la saison, il a accumulé 22 podiums.

### Saison 2017-2018: Triple champion olympique, Français le plus titré aux JO,7egros globe consécutif
Martin Fourcade est qualifié pour les épreuves de biathlon pour les Jeux olympiques d'hiver à Pyeongchang où il est attendu comme favori. Pressenti pour devenir le porte-drapeau de la délégation française à la cérémonie d'ouverture des Jeux, il déclare qu'il se sent prêt, après avoir réfléchi sur cette responsabilité et sur la charge que cela porte sur ses motivations physiques,, (il doit disputer l'épreuve de sprint le surlendemain). Le 26 septembre 2017, le conseil d'administration du CNOSF désigne Martin Fourcade porte-drapeau à l'unanimité. Il fut porte-drapeau tricolore à la cérémonie de clôture des Jeux d'hiver quatre ans plus tôt.

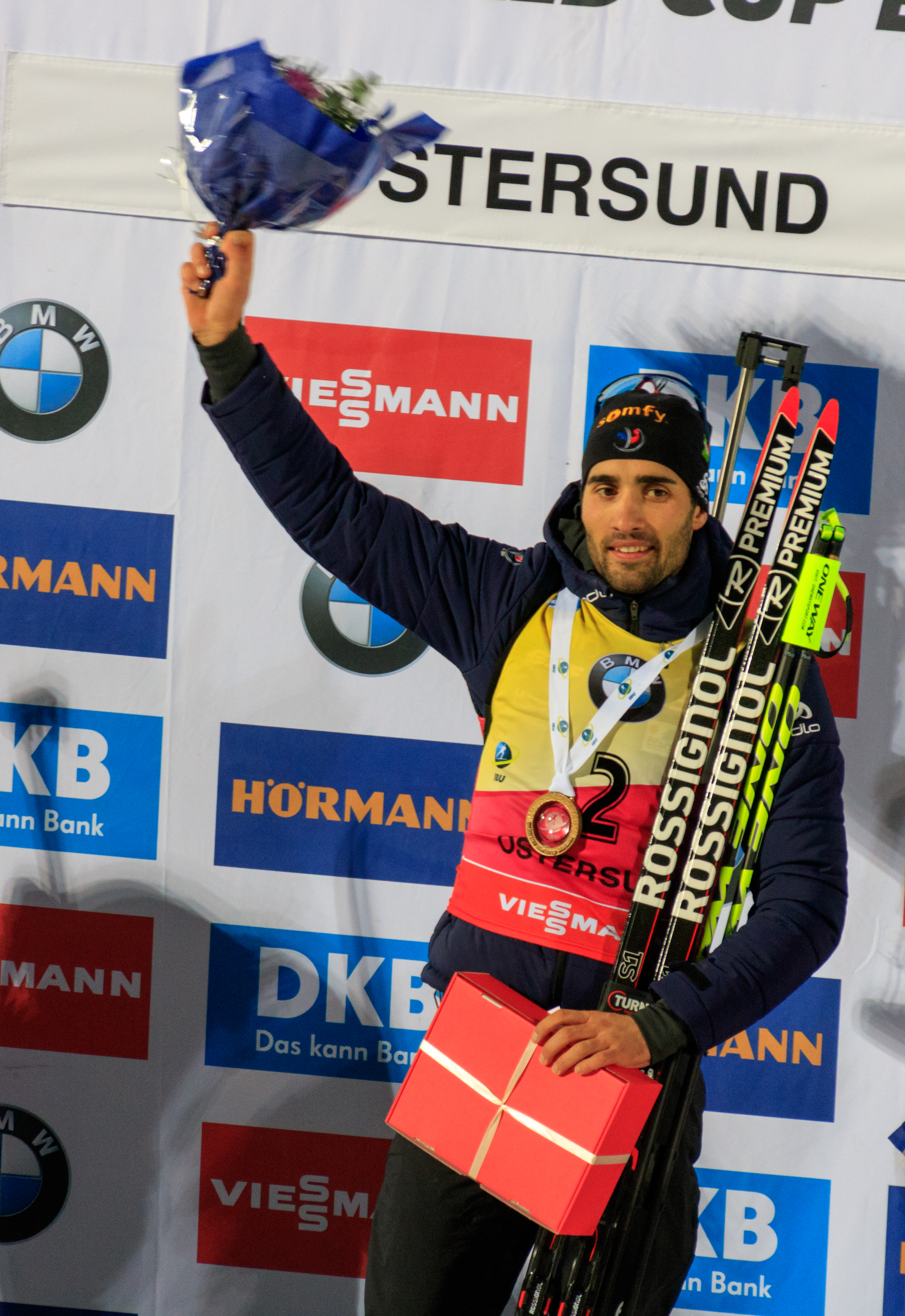
Martin Fourcade à Östersund le 3 décembre 2017.

Lors de la première étape de la Coupe du monde à Östersund, Martin Fourcade commence par prendre la quatrième place du relais mixte simple avec Marie Dorin-Habert. C'est la seule course où il ne termine pas sur le podium. il se classe troisième de l'Individuel 20 km derrière Johannes Thingnes Bø et son coéquipier Quentin Fillon Maillet, puis deuxième du sprint où il est battu de 7/10e de seconde par un des derniers partants, Tarjei Bø, mais il s'impose le 3 décembre dans la poursuite avec un 19/20 au tir et plus de 40 secondes d'avance sur ses poursuivants immédiats, Jakov Fak et Quentin Fillon Maillet, la soixante-quatrième victoire de sa carrière. Il quitte le stade de biathlon suédois avec le maillot de leader du classement général de la Coupe du monde. Comme il le souligne, cela fait désormais sept saisons qu'il gagne au moins une course à Östersund. Il monte sur son quatrième podium en quatre courses à l'arrivée du sprint d'Hochfilzen le 8 décembre, où, sans faute au tir, il est battu de douze secondes par Johannes Thingnes Bø auteur également d'un 10 sur 10 au tir et qui se montre plus rapide sur les skis, puis il se classe 3e de la poursuite également remportée par Bø le lendemain. Le sextuple vainqueur de la Coupe du monde poursuit sa série de podiums lors de l'étape suivante au Grand Bornand : deux fois deuxième derrière Johannes Thingnes Bø dans le sprint et la poursuite, il bat le Norvégien à l'arrivée de la Mass Start le 17 décembre avec un sans-faute au tir, signant le soixante-cinquième succès de sa carrière et confortant sa première place en tête du classement général.
Il commence l'année 2018 par un doublé sprint + poursuite à Oberhof les 5 et 6 janvier. Sur le sprint, malgré le fait qu'il explique n'avoir pas eu de bonnes sensations sur les skis, il réalise le 10 sur 10 au tir et devance Emil Svendsen, sans-faute comme lui, de 8 secondes, et Johannes Bø de 10 secondes, alors que ce dernier a commis deux fautes au tir,. Dans la poursuite le lendemain, il ne manque qu'une cible au premier tir couché (soit un 19/20), et s'impose à nouveau devant le plus jeune des frères Bø, auteur de trois fautes, et qui finit à 6 secondes. Son frère aîné Tarjei les accompagne sur le podium à 30 secondes du vainqueur. Martin Fourcade signe ainsi la soixante-septième victoire de sa carrière.
Le soixante-huitième succès arrive sur l'Individuel 20 km de Ruhpolding le 10 janvier, où il réalise un 19 sur 20, et pour la première fois de la saison, se montre d'une minute plus rapide sur les skis que Johannes Thingnes Bø, auteur d'une faute au dernier tir comme lui et qui se classe troisième, devancé par Ondřej Moravec (qui réalise un sans-faute au tir) pour la deuxième place. Deux Individuels étant au programme cet hiver, Fourcade et Bø terminent à égalité (une victoire et une troisième place chacun) avec 108 points pour se partager le globe de cristal de la spécialité, le vingt-septième (petits et gros confondus) pour Martin Fourcade. il s'agit de la septième saison consécutive voyant Fourcade s'imposer au moins une fois dans les quatre formats de courses individuelles du biathlon. Toujours à Ruhpolding, le 14 janvier, il compromet ses chances de victoire dans la mass start en ratant deux cibles au 3e tir (debout) pour deux tours pénalité dont il ressort en quinzième position, alors que Johannes Thingnes Bø s'échappe vers la victoire. Mais Martin Fourcade remonte, réalise le 5 sur 5 au quatrième tir, et en compagnie de ses coéquipiers Antonin Guigonnat et Quentin Fillon Maillet qui vont se classer troisième et quatrième, revient sur le Norvégien au point de finir deuxième à seulement 4 secondes. La série continue dans le sprint 10 km d'Antholz le 19 janvier. Sans faute au tir, Martin Fourcade est battu de 12 secondes à l'arrivée par J.T. Bø (sa 7e victoire de l'hiver), qui rate pourtant une cible au premier tir (couché), mais qui se montre de 36 secondes plus rapide que lui en temps de ski et qui remporte la poursuite 12,5 km le lendemain avec un 20 sur 20 et une avance d'une minute sur le Français à l'arrivée. Martin Fourcade reprend l'avantage sur son rival norvégien en remportant la dernière course avant les Jeux olympiques de PyeongChang 2018 : la Mass start dans la station du Sud-Tyrol le 21 janvier, la 69e victoire de sa carrière. Auteur d'un 18/20 au tir, il passe la ligne d'arrivée esseulé devant Tarjei Bø et Erlend Bjøntegaard, alors que Johannes Thingnes Bø rate cinq cibles en tout et se classe 6e. Alors que la Coupe du monde reprendra à Kontiolahti le 6 mars, Martin Fourcade compte six victoires contre huit à son rival norvégien mais augmente son avance en tête du classement général, et poursuit sa série record en signant son quinzième podium en quinze courses cet hiver, et le dix-huitième consécutif à cheval sur deux saisons.

#### Jeux olympiques de Pyeongchang 2018
Le 11 février, lors du sprint, première épreuve des Jeux olympiques de Pyeongchang, Martin Fourcade commet trois erreurs au premier tir couché et perd toute chance de médaille. Sorti 35e du pas de tir, il remonte, réalise le sans-faute au deuxième tir debout, et termine huitième à 22 secondes du vainqueur Arnd Peiffer. Il se dit mécontent et particulièrement frustré de cet échec. Mais le lendemain, il remporte un nouveau titre olympique de la poursuite, avec une seule cible manquée (au premier tir couché), creusant une avance d'environ 40 secondes sur ses plus proches poursuivants en arrivant au pas de tir pour le 4e et dernier exercice carabine en mains. Sa réussite lui permet de brandir le poing face au camp français et d'aller gagner sa troisième médaille d'or olympique, pour ainsi rejoindre Jean-Claude Killy, le seul autre triple champion olympique français des Jeux d'hiver. Trois jours plus tard, Fourcade échoue au cinquième rang de l'Individuel dont il était champion olympique en titre et laisse l'or à son grand rival norvégien Johannes Thingnes Bø. Très déçu au terme d'une course qu'il dominait largement avant de faire deux fautes lors de ses deux derniers tirs, il déclare qu'il ressent une grande colère envers lui-même.
Le 18 février, lors de la mass start, Martin Fourcade remporte sa quatrième médaille d'or olympique malgré deux fautes au tir, en devançant, au terme d'un sprint incertain, l'Allemand Simon Schempp de 0,018 seconde, soit 14 cm sur la ligne d'arrivée et ce, du bout du pied. Cette victoire lui permet de dépasser Jean-Claude Killy et de devenir le sportif français le plus titré lors des Jeux olympiques d'hiver et l'un des trois plus titrés lors de Jeux olympiques d'hiver et d'été confondus.
Puis, le 20 février, il remporte l'épreuve du relais mixte en compagnie de Marie Dorin-Habert, Anaïs Bescond et Simon Desthieux. Quatrième relayeur lors de la course, il rattrape l'Allemand Arnd Peiffer tout en creusant l'écart avec le Norvégien Emil Hegle Svendsen et remporte à cette occasion sa cinquième médaille d'or olympique. Il devient le sportif français le plus titré de l’histoire des JO, été et hiver confondus, le plus décoré aux Jeux d'hiver avec sept médailles, et le seul avec Jean-Claude Killy en ski alpin à Grenoble en 1968 à gagner trois titres dans les mêmes Jeux. Le 23 février, il est le troisième relayeur français à l'épreuve du relais hommes ; l'équipe termine 5e à plus de 3 min des vainqueurs suédois.

#### Fin de saison à Kontiolahti, Oslo et Tioumen, quatrième Grand Chelem
La Coupe du monde reprend à Kontiolahti le 8 mars avec un sprint, pour lequel Martin Fourcade, initialement dossard 28, déclare forfait à quelques minutes du départ. Il est en effet amoindri par une gastro-entérite. Dès lors, en finissant au pire deuxième, Johannes Thingnes Bø peut lui prendre le maillot jaune de leader du classement général, mais il commet deux erreurs au deuxième tir et se classe quatrième de la course gagnée par Anton Shipulin, et à l'arrivée de laquelle Quentin Fillon Maillet monte sur la 3e marche du podium. Martin Fourcade remercie son coéquipier d'avoir devancé son plus grand rival par un tweet : « @quentinfillon ça c’est un pote ! Et un grand champion qui fait preuve d’une magnifique réaction ! ». Fourcade limite ainsi les dégâts en voyant revenir Bø à 11 unités au classement général. Il reprend la compétition le 11 mars dans la mass-start sur le stade finlandais, effectue deux tours de pénalité après deux erreurs au premier tir couché dont il ressort en 23e position, réalise ensuite le sans-faute sur les trois autres tirs (15 sur 15) et ressort en tête du dernier passage sur le pas de tir, avant d'être devancé à l'arrivée par Julian Eberhard. Cette 2e place est son dix-neuvième podium consécutif et lui permet de creuser l'écart par rapport à Johannes Bø qui ne fait pas mieux que 19e dans cette course avec un 15 sur 20.
L'avant-dernière étape de la saison a lieu dans le stade d'Holmenkollen à Oslo. Le 15 mars, dans le premier tour du sprint, Martin Fourcade chute et casse un bâton. Le temps qu'il perd sur cet incident le repousse à la 3e place malgré son 10 sur 10 au tir, devancé de 8/10e de seconde par Johannes Bø et de 6 secondes par le compatriote de ce dernier, Henrik L'Abée-Lund. Il monte sur son 20e podium consécutif, mais concède 6 points à  Bø au classement général, soit 37 points d'avance à quatre courses de la fin de la saison. 48 heures plus tard, le quintuple champion olympique remporte sa 7e victoire de la saison sur le circuit de la Coupe du monde en gagnant la poursuite avec un 18/20 au tir, devant Lukas Hofer à 18 secondes et Johannes Bø à 32 secondes, qu'il repousse à 49 points dans la course au gros globe de cristal avant les trois dernières courses de la saison (sprint, poursuite et mass-start) à Tioumen du 22 au 25 mars. Le 22 mars en Sibérie, il remporte le sprint avec un 10 sur 10, plus de 33 secondes devant son compatriote Simon Desthieux (qui monte sur le premier podium de sa carrière en Coupe du monde), alors que son principal rival norvégien se classe 14e. Conséquence de la huitième victoire de la saison de Martin Fourcade, la soixante-treizième de sa carrière et le vingt-deuxième podium consécutif, il s'adjuge le petit globe du sprint pour 2 points en dépassant Johannes Bø à la dernière course, et remporte son septième gros globe de cristal consécutif. En effet, si son avance est de 82 points alors qu'il en reste 120 à prendre, la règle qui oblige à retrancher les deux plus mauvais résultats de l'hiver fait que Bø n'est plus en mesure de le rattraper,,,. Le 24 mars, il remporte la poursuite en faisant toute la course en tête en solitaire. Avec une seule erreur au tir au dernier passage au stand (debout), Il devance Johannes Bø, remonté de la 14e place, de 48 secondes et Lukas Hofer de plus d'une minute, s'adjugeant le petit globe de cristal de la discipline, et poursuivant sa série de podiums puisqu'il n'en est pas encore descendu de tout l'hiver. Le globe de la poursuite est son 30e, et sa victoire est la 74e de sa carrière, sa 9e en Coupe du monde cette saison. Finalement, après ses 20 podiums consécutifs depuis la première course de la saison à Östersund, il ne prend que la 19e place de l'épreuve finale, la mass-start de Tioumen le 25 mars, avec quatre erreurs au tir. Ce qui ne l'empêche pas d'enlever le petit globe de la discipline, et donc de réaliser un nouveau Grand Chelem en remportant la totalité des trophées mis en jeu, et pour la quatrième fois de sa carrière. Son record de gros et petits globes est désormais de 31 trophées de cristal.

### Saison 2018-2019: méforme physique et un boulevard pour Johannes Thingnes Bø
La Coupe du monde démarre à Pokljuka, où Martin Fourcade ne commet aucune faute au tir lors du relais mixte (remporté avec Anaïs Bescond, Justine Braisaz et Simon Desthieux, devant la Suisse et l'Italie), puis lors de l'individuel 20 km où, bien que seulement 13e temps à ski, il l'emporte pour la 75e victoire de sa carrière en battant de peu Johannes Kühn à 4 secondes et Simon Eder à 19 secondes. Le 7 décembre, au lendemain de ce succès, en difficulté sur les skis (38e temps), il se classe 24e du sprint avec une faute sur sa première balle au tir couché. La course est remportée par Johannes Thingnes Bø, auteur lui aussi d'une faute mais largement le plus rapide sur la neige, devant le coéquipier de Fourcade Antonin Guigonnat à 16 secondes. Martin Fourcade qualifie ce résultat de « grosse claque [...]  je pense que des journées dans ma vie où j’ai été à 1’30, en dix ans, il n’y en a pas beaucoup. ». Par ailleurs, il est aussi surpris par ses mauvaises sensations physiques, et des différences notoires sur les skis entre sa préparation et la coupe du monde (en se comparant aussi avec ses coéquipiers). Le 9 décembre, parti de loin lors de la poursuite, il abandonne la course après le quatrième passage au stand sur une quatrième erreur au tir. Auteur du doublé sprint-poursuite, Johannes Bø lui subtilise le maillot jaune.
Lors de la deuxième étape à Hochfilzen le quintuple champion olympique français renoue avec la perfection au tir, en commençant par terminer 2e du sprint, 8 secondes derrière Bø le 14 décembre, puis en s'imposant le lendemain dans la poursuite en faisant la course en tête à partir des trois erreurs de son rival norvégien au deuxième tir couché, signant sa 76e victoire. À ce stade de la saison, Fourcade est loin d'être le meilleur sur les skis (30e temps lors de sa victoire dans la poursuite), et il fait la différence carabine en mains. Son encadrement décide de le laisser au repos pour le relais hommes qui conclut le programme sur le stade autrichien.
Le 20 décembre lors du sprint de Nove Mesto, Martin Fourcade commet quatre erreurs au tir (une au couché, trois au debout) et termine au-delà de la 40e place alors que Johannes Bø l'emporte avec un 10 sur 10 et reste invaincu dans la discipline cet hiver. « C'est un objectif principal qui aujourd'hui s'envole », dit Martin Fourcade à l'arrivée, considérant qu'il n'a déjà plus aucune chance de gagner un huitième gros globe de cristal, pointant alors à 117 points de Bø. Toutefois, 48 heures plus tard, parti 43e dans la poursuite, il parvient à prendre la 5e place à l'arrivée à la faveur d'un 20 sur 20 au tir (seul dans ce cas sur les 60 partants), alors que Bø, auteur d'un 16 sur 20, remporte sa cinquième victoire de la saison. Il se classe enfin 9e de la mass start avec trois erreurs au tir, alors que son rival norvégien réalise le triplé dans le stade tchèque (comme Fourcade en 2016) en s'imposant avec un sans-faute. Martin Fourcade entame ainsi l'année 2019 à la cinquième place du général et avec un lourd déficit de 165 points sur son rival. Le 11 janvier, lors de la 4e étape à Oberhof, il commence par se classer 7e du sprint remporté par Aleksandr Loguinov, avec une erreur au tir et le 5e temps à ski, puis termine 4e de la poursuite après un duel en piste à l'avant avec Johannes Thingnes Bø qui trouve son dénouement lors du 4e passage au stand de tir (debout) où le Français commet deux erreurs et le Norvégien une seule. Johannes Bø s'impose, Fourcade rate le podium en étant débordé par Arnd Peiffer et Lukas Hofer alors qu'il effectue ses deux tours de pénalité. Il se montre cependant satisfait de sa course avec le 2e temps à ski derrière son rival norvégien.
Il termine au pied des podiums dans les courses suivantes : 4e du sprint et de la mass-start de Ruhpolding, puis du sprint d'Antholz-Anterselva, 5e de la poursuite (où il termine termine derrière ses coéquipiers Guignonnat 2e, Fillon Maillet 3e et Desthieux 4e) dans la station des dolomites italiennes, puis encore 4e de la mass start remportée par son coéquipier Quentin Fillon Maillet au même endroit le 27 janvier, soit dix courses consécutives sans monter sur le podium. Il annonce alors son intention de ne pas participer à la « tournée américaine », c'est-à-dire entre le 7 et le 16 février, les étapes de Canmore au Canada et de Soldier Hollow aux États-Unis, faisant une croix définitive sur le classement général, et misant désormais sa saison sur les Championnats du monde qui auront lieu à Östersund en mars. Martin Fourcade est en effet aux prises avec une méforme physique qu'il ne parvient pas à s'expliquer depuis le début de la saison,. Dans le même temps, Bø compte déjà douze victoires, se dirige tout droit vers son premier gros globe de cristal et se trouve même en mesure de dépasser le record de 14 victoires en une saison du quintuple champion olympique en 2016-2017.

#### Pas de podium aux championnats du monde à Östersund, saison écourtée
Après avoir participé au relais mixte, lancé en 4e position du relais français pas dans le coup pour le podium et 8e à l'arrivée, Martin Fourcade prend la sixième place du sprint : malgré un sans-faute au tir, il ne réalise que le quinzième temps à skis, à 57 secondes du vainqueur Johannes Bø  qui a commis une faute, alors que son coéquipier Quentin Fillon Maillet prend la médaille de bronze. Le 10 mars dans la poursuite, il est en course pour le podium, mais commet deux fautes au troisième tir (debout), et ses deux tours de pénalité le condamnent à une cinquième place, bien qu'il soit revenu dans les skis de Tarjei Bø et de Quentin Fillon Maillet qui se disputent le bronze dans le dernier tour de la course gagnée par Dmytro Pidruchnyi devant Johannes Bø auteur d'une défaillance sur le dernier tir (trois tours de pénalité) alors qu'il avait course gagnée. Bø n'en gagne pas moins définitivement le gros globe de cristal après cette épreuve, mettant un terme aux sept saisons de domination sans partage du quintuple champion olympique français. Lors de l'individuel, il commet une faute sur le premier et second tir et deux fautes lors du dernier tir. Il termine 39e de la course à plus de 5 minutes du vainqueur l'allemand Arnd Peiffer. Lors du relais 4x7,5 km, placé en dernière position du quatuor français, il joue la 2e place derrière la Norvège sur le dernier tir debout face à Benedikt Doll pour l'Allemagne. Il commet tellement d'erreurs que les pioches ne suffisent pas, il doit effectuer deux boucles de pénalité : la France termine à la sixième place. « Je pense que ça peut arriver. Quand on est dans une situation de manque de confiance, comme moi, ça arrive. Ce sont des choses qui ouvrent la porte à ce type  de situation. Je n’ai pas su réagir et m’adapter. Je n’ai pas su tenir la baraque. » explique-t-il après ce que l'on nomme une « craquante ». Enfin, il termine 24e de la mass-start, dernière épreuve le 17 mars, avec cinq erreurs au tir, et ce sont les premiers Mondiaux depuis sa première participation en 2009 dont il repart sans médaille. Il met dans la foulée un terme à sa saison, renonçant à participer à la dernière étape de la Coupe du monde à Oslo. S'ajoutant à sa méforme physique persistante, le quintuple champion olympique a aussi flanché au tir dans ces Mondiaux qui ont conclu sa saison. Des défaillances expliquées par Patrick Favre, l'entraîneur du tir : « Mentalement, il est inexpérimenté, il n'a jamais été dans le dur. Il va falloir travailler ça cet été ». Dans le stade d'Oslo-Holmenkollen, en son absence, Johannes Thingnes Bø remporte le sprint, la poursuite et la mass-start, et porte son total de victoires dans l'hiver à seize, effaçant le record que Fourcade détenait avec quatorze victoires en 2016-2017. Le biathlète norvégien de 25 ans réalise par ailleurs son premier Grand Chelem, en s'attribuant tous les globes de cristal mis en jeu, un exploit que Fourcade a réalisé quatre fois, dont trois fois consécutivement les trois saisons précédentes.

### Saison 2019-2020: retour au sommet
Après un entrainement rigoureux durant l'été, il participe aux pré-sélections norvégiennes à Sjusjoen. Il signe une 3e place au sprint et réussit à remporter la mass-start avec une large avance. La saison démarre à Östersund, où il prend part au relais mixte français qui termine à la 8e position. Le lendemain, lors de la première épreuve individuelle de la saison, le sprint, il réussit un sans-faute au tir couché mais manque deux balles sur le debout, qui lui font terminer à la 5e place. Seule consolation, il fait le deuxième temps de ski à une seconde du vainqueur de la course, son rival Johannes Thingnes Bø. Le 4 décembre, fort d'un 19 sur 20 au tir et du meilleur temps de ski, il renoue avec la victoire près d'un an après son dernier succès obtenu en décembre 2018, en remportant l'individuel devant ses trois coéquipiers Simon Desthieux, Quentin Fillon Maillet et Émilien Jacquelin, l'équipe de France réalisant à l'occasion un quadruplé historique. Grâce à cette victoire il fait d'une pierre deux coups, endossant à nouveau le dossard jaune.
Lors de la reprise de la coupe du monde en janvier, il renoue avec la victoire en l'absence du leader du classement général Johannes Bø (auteur de cinq victoires en sept courses au mois de décembre), en remportant le sprint d'Oberhof tout en signant un 10/10 et en réalisant le meilleur temps à skis. Il devance de 25 secondes son compatriote Émilien Jacquelin (une faute au tir) pour un doublé français à l'arrivée de cette course. À Oberhof, il remet aussi le relais français sur orbite après deux boucles de pénalité effectuées par son coéquipier Émilien Jacquelin : il ramène son équipe de la 21e à la 5e place, et Quentin Fillon Maillet achève la course au sprint pour la victoire face à la Norvège, mais il est débordé par Vetle Sjåstad Christiansen et les Français se classent deuxièmes. Enfin, le 12 janvier, Martin Fourcade mène pratiquement toute la mass-start au point de ressortir en tête d'une boucle de pénalité après une cible manquée au dernier tir debout, et s'impose  (devant Arnd Peiffer et Simon Desthieux à 20 secondes) pour la première fois dans cette spécialité depuis sa victoire aux Jeux olympiques de PyeongChang 2018, ce qui lui permet de reprendre le dossard jaune de leader de la Coupe du monde. Il commence l'étape de Ruhpolding, toujours en l'absence de Johannes Bø, par une victoire dans le sprint le 16 janvier, son troisième succès consécutif, avec un 10 sur 10 au tir, s'imposant devant Quentin Fillon Maillet lui aussi sans faute. Il s’agit du 80e succès de sa carrière internationale. Acteur de la victoire du relais français, parti en deuxième position, après Émilien Jacquelin et avant Simon Desthieux et Quentin Fillon Maillet, il s'impose ensuite le 19 janvier dans la poursuite, réalisant le Grand Chelem à Ruhpolding (trois courses et trois victoires), avec comme il le dit un « 60 sur 60 », n'ayant pas manqué la moindre cible lors des trois épreuves disputées sur le site bavarois.

#### Deux titres mondiaux à Antholz-Anterselva et retraite en fin de saison
Dès son retour en compétition, à Pokljuka, Johannes Bø s'impose dans le sprint devant Martin Fourcade, le 182e podium de sa carrière. Ce dernier aborde les championnats du monde à Antholz-Anterselva avec le maillot jaune de leader de la Coupe du monde, et le 15 février, il prend la médaille de bronze du sprint derrière son coéquipier Quentin Fillon Maillet et le vainqueur Aleksandr Loguinov, son 26e podium aux Mondiaux. il déclare alors « Ce n'est qu'une médaille de bronze, eu égard à mon palmarès, mais j'ai appris avec les années à l'apprécier. Je venais chercher une médaille, alors bien sûr, on rêve du titre et que cette médaille soit en or mais j'ai tellement souffert l'an dernier que cette médaille a le goût de l'or pour moi ». Il se classe ensuite quatrième de la poursuite, mais il passe la ligne d'arrivée avec un large sourire, en tombant dans les bras de son coéquipier Émilien Jacquelin qui vient de gagner son premier titre mondial. Le 19 février, auteur d'un 19 sur 20 au tir, il remporte son quatrième titre mondial dans la spécialité de l'individuel, sa quatre-vingt-deuxième victoire internationales, sa onzième médaille d'or individuelle en championnats du monde, soit autant que la légende norvégienne Ole Einar Bjørndalen. Il en profite également pour remporter le globe de la spécialité en individuel. Trois jours plus tard le 22 février, il devient pour la première fois de sa carrière champion du monde sur le relais homme en compagnie de Émilien Jacquelin, Simon Desthieux et Quentin Fillon-Maillet, devançant la Norvège et l'Allemagne sur le podium. Le lendemain, Martin Fourcade conclut ces championnats du monde par une septième place à l’arrivée de la mass-start après avoir commis trois erreurs au tir, et voit son avance au classement général de la Coupe du monde se réduire par rapport à Quentin Fillon-Maillet et Johannes Bø.
Le Français rencontre ensuite plus de difficultés lors de l'étape de Nove Mesto en Tchéquie, où il voit Johannes Thingnes Bø se rapprocher dangereusement au classement général. Dans une étape disputée à huis clos en raison de l'épidémie du coronavirus, le Français termine à la sixième place du sprint avec une seule faute au tir et après avoir cassé un bâton au début du deuxième tour. Après avoir fait l'impasse sur le relais masculin, il vit un « calvaire » sur la mass-start, handicapé par un mauvais choix de fartage comme tout le reste de l'équipe de France, et ne peut faire mieux qu'une quatorzième place, son pire résultat de la saison. L'étape finale de la Coupe du monde à Oslo-Holmenkollen étant annulée (toujours en raison de la pandémie), celle-ci s'achève à huis-clos à Kontiolahti du 12 au 14 mars, avec sur un plan individuel pour les hommes, un sprint et une poursuite. Le 12 mars, Johannes Bø remporte sa 10e victoire de la saison dans le sprint avec un sans-faute au tir. Fourcade prend la deuxième place avec lui aussi un 10 sur 10, devancé de 23 secondes à l'arrivée. Ce résultat lui permet de remporter son huitième petit globe de cristal de la discipline, le 26e en tout, et le 33e en comptant ses sept victoires au classement général. Il conserve 10 points d'avance sur son rival norvégien dans la course au gros globe, mais reste assujetti au règlement, qui veut que chaque athlète retire ses deux plus mauvais résultats du classement. Ce qui ne concerne pas Bø compte-tenu de son absence pour deux étapes en janvier. À la veille de la poursuite à Kontiolahti, il annonce sur les réseaux sociaux qu'il a décidé de mettre un terme à sa carrière sportive. Le 14 mars, 10 ans jour pour jour après sa première victoire dans la même épreuve et au même endroit, il prend son dernier départ et remporte à l'arrivée sa 83e victoire avec un 17 sur 20, devant ses deux coéquipiers Quentin Fillon Maillet (18 sur 20) et Émilien Jacquelin (16 sur 20). Dans la course au gros globe, Johannes Bø part avec virtuellement 19 points d'avance et une quatrième place lui suffit pour gagner le trophée. C'est ce qu'il réalise, pour devancer finalement Martin Fourcade de deux points, le plus petit écart au classement général dans l'histoire de la Coupe du monde masculine.

#### Un sixième titre olympique quatorze ans après
En février 2020, en marge des championnats du monde à Antholz-Anterselva, l'IBU sanctionne une première fois  Evgeny Ustyugov pour dopage, annulant la médaille d'or du relais masculin qu'il avait remportée avec la Russie aux Jeux olympiques de Sotchi 2014. Puis, le 27 octobre 2020, le Tribunal arbitral du sport (TAS) déclare le biathlète russe coupable de violation des règles antidopage pour une période allant du 21 janvier 2010 à la saison 2013-2014. Il annule par conséquent tous ses résultats dans l'intervalle, ce qui inclut sa victoire sur la mass-start des Jeux olympiques de Vancouver 2010 où il avait devancé Martin Fourcade, la médaille d'argent du Français devant logiquement se transformer en or. Cependant un temps d'attente est nécessaire car le jugement n'est pas définitif, Ustyugov ayant fait appel dans le délai requis de 21 jours après la prononciation de la sanction. « Déjà, cette médaille j’essaie de ne pas trop y penser car c’est générateur de frustration si ça n’arrive pas. Jusqu’en février 2020 et l’annonce pendant les Mondiaux, je ne m’étais jamais considéré comme champion olympique à Vancouver. Je suis plus champion olympique dans ma tête à Vancouver que je ne l’ai jamais été. Ce titre ne changerait pas ma vie. J’aurais la satisfaction d’être l’athlète le plus titré aux JO d’hiver avec Ole Einar Bjørndalen, Marit Bjørgen et Bjørn Dæhlie. Ce serait une grande fierté de rejoindre ces trois monstres-là mais je suis déjà très fier de ce que j’ai déjà fait », avait déclaré Martin Fourcade au printemps 2020.
L'appel d'Ustyugov, joint à celui de sa compatriote Svetlana Sleptsova elle aussi sanctionnée par l'IBU, devait être jugé par le Tribunal Arbitral du Sport en octobre 2021, mais l'instance décida de reporter l'audience, arguant que « le processus lié à la collecte de preuves n'est pas encore terminé » et indiquant qu'il « faudra patienter jusqu'en 2022 ». Finalement, le verdict tombe le 26 novembre 2024 : l'appel auprès du TAS est rejeté et par conséquent l'ex biathlète russe voit toutes les lignes de son palmarès écrites entre 2010 et 2014 définitivement effacées. Martin Foucade devient ainsi le seul sportif français sextuple médaillé d'or olympique,.

## Martin Fourcade Nordic Festival
Les 31 août et 1er septembre 2019 s'est tenue la première édition du Martin Fourcade Nordic Festival (MFNF). Il s'agit d'un événement estival organisé par Martin Fourcade, alors encore athlète, réunissant des fondeurs et biathlètes internationaux invités pour participer à des courses de ski-roues sur la promenade du Pâquier à Annecy. Les épreuves sont retransmises sur la chaîne l'Équipe. La seconde édition qui devait se tenir en août 2020 a dû être annulée en raison de la pandémie de Covid-19.
Le 28 novembre 2024, le maire d'Annecy François Astorg annonce qu'il désengage la ville du MFNF, après une enquête menée auprès des annéciens. Le maire choisit ainsi de réduire le nombre d'événements au Pâquier afin de, selon lui, « préserver le bord du lac ». La 6e édition du festival, prévue en 2025, est depuis à la recherche d'une nouvelle ville d'accueil.

## Jeux olympiques 2024 et élection à la commission des athlètes du CIO
À partir d'avril 2018, il préside la commission des athlètes, une instance de dix-huit sportifs qui travaille à la préparation concrète des Jeux olympiques et paralympiques d'été de 2024. La commission des athlètes avec sa présidence est présentée comme stratégique, avec un rôle accru que permet son retrait des compétitions internationales à la fin de l'hiver 2020.
Après la fin du mandat de huit ans de Tony Estanguet, le Comité international olympique compte deux membres français : Guy Drut et Jean-Christophe Rolland. Martin Fourcade est le candidat de la France pour intégrer l'institution à travers l'élection à la commission des athlètes du CIO dont deux membres doivent être élus par leurs pairs athlètes lors des Jeux d'hiver de Pékin 2022. Il est élu le 17 février 2022 avec le plus grand nombre de voix (971) recueillies par les seize candidats, en compagnie de la skieuse suédoise Frida Hansdotter (arrivée deuxième avec 694 voix), pour un mandat de 8 ans.

## Caractéristiques de ses performances sportives

### Ski de fond
Martin Fourcade figure parmi les biathlètes les plus rapides du circuit. En 2014, il est considéré comme étant le plus performant dans ce domaine.

### Tir
| Réussite au tir  | 2008 – 2009 | 2009 – 2010 | 2010 – 2011 | 2011 – 2012 | 2012 – 2013 | 2013 – 2014 | 2014 – 2015 | 2015 – 2016 | 2016 – 2017 | 2017 – 2018 | 2018 – 2019 (hors relais) | 2019 – 2020 (hors relais) | Total 2008 - 2020 |
| ---------------- | ----------- | ----------- | ----------- | ----------- | ----------- | ----------- | ----------- | ----------- | ----------- | ----------- | ------------------------- | ------------------------- | ----------------- |
| Total tirs       | 294/346     | 328/387     | 385/449     | 393/466     | 429/478     | 397/451     | 428/477     | 404/455     | 459/506     | 434/481     | 278/310                   | 322/340                   | 4551/5146         |
| Total %          | 84 %        | 84 %        | 85 %        | 84 %        | 89 %        | 88 %        | 89 %        | 88 %        | 90 %        | 90 %        | 89 %                      | 91.76 %                   | 87,6 %            |
| position couchée | 85 %        | 84 %        | 82 %        | 82 %        | 88 %        | 91 %        | 91 %        | 89 %        | 92 %        | 91 %        | 91 %                      | 95 %                      | 88,6 %            |
| position debout  | 82 %        | 85 %        | 88 %        | 85 %        | 91 %        | 85 %        | 88 %        | 87 %        | 88 %        | 89 %        | 87 %                      | 88 %                      | 86,9 %            |

Ces statistiques sont fournies par l'Union internationale de biathlon,. Les données intègrent les résultats des tirs en incluant ceux opérés lors des relais. Le biathlète français s'est vu propulsé à la première place des statistiques de tirs de la coupe du monde 2016-2017.

## Palmarès

### Jeux olympiques d'hiver
| Épreuve / Édition                | Individuel                     | Sprint | Poursuite                      | Mass start                         | Relais | Relais mixte                     |
| Jeux olympiques 2010 Vancouver   | 13e                            | 34e    | 33e                            | Médaille d'or, Jeux olympiques     | 6e     | Épreuve inexistante à cette date |
| Jeux olympiques 2014 Sotchi      | Médaille d'or, Jeux olympiques | 6e     | Médaille d'or, Jeux olympiques | Médaille d'argent, Jeux olympiques | 7e     | 5e                               |
| Jeux olympiques 2018 Pyeongchang | 5e                             | 8e     | Médaille d'or, Jeux olympiques | Médaille d'or, Jeux olympiques     | 5e     | Médaille d'or, Jeux olympiques   |

Légende :
- : première place, médaille d'or
- : deuxième place, médaille d'argent
- : troisième place, médaille de bronze
- : pas d'épreuve
- - : Non disputée par Martin Fourcade

### Championnats du monde
Il a remporté 28 médailles aux Championnats du monde dont 13 en or — comprenant 11 titres dans des épreuves individuelles —, 10 en argent et 5 en bronze.
| Mondiaux \ Épreuve      | Individuel                   | Sprint                       | Poursuite                    | Mass start                   | Relais                       | Relais mixte              | Relais mixte simple              |
| 2009 Pyeongchang        | 13e                          | 18e                          | 8e                           | 15e                          | 4e                           | —                         | Épreuve inexistante à cette date |
| 2010 Khanty-Mansiïsk    | Jeux olympiques de Vancouver | Jeux olympiques de Vancouver | Jeux olympiques de Vancouver | Jeux olympiques de Vancouver | Jeux olympiques de Vancouver | 5e                        | Épreuve inexistante à cette date |
| 2011 Khanty-Mansiïsk    | 10e                          | Médaille d'argent, monde     | Médaille d'or, monde         | 10e                          | 12e                          | Médaille de bronze, monde | Épreuve inexistante à cette date |
| 2012 Ruhpolding         | 25e                          | Médaille d'or, monde         | Médaille d'or, monde         | Médaille d'or, monde         | Médaille d'argent, monde     | 11e                       | Épreuve inexistante à cette date |
| 2013 Nové Město         | Médaille d'or, monde         | Médaille d'argent, monde     | Médaille d'argent, monde     | 10e                          | Médaille d'argent, monde     | Médaille d'argent, monde  | Épreuve inexistante à cette date |
| 2015 Kontiolahti        | Médaille d'or, monde         | 12e                          | 7e                           | 10e                          | Médaille de bronze, monde    | Médaille d'argent, monde  | Épreuve inexistante à cette date |
| 2016 Holmenkollen       | Médaille d'or, monde         | Médaille d'or, monde         | Médaille d'or, monde         | Médaille d'argent, monde     | 9e                           | Médaille d'or, monde      | Épreuve inexistante à cette date |
| 2017 Hochfilzen         | Médaille de bronze, monde    | Médaille de bronze, monde    | Médaille d'or, monde         | 5e                           | Médaille d'argent, monde     | Médaille d'argent, monde  | Épreuve inexistante à cette date |
| 2019 Östersund          | 39e                          | 6e                           | 5e                           | 24e                          | 6e                           | 8e                        | —                                |
| 2020 Antholz-Anterselva | Médaille d'or, monde         | Médaille de bronze, monde    | 4e                           | 7e                           | Médaille d'or, monde         | 7e                        | —                                |

Légende :
- : première place, médaille d'or
- : deuxième place, médaille d'argent
- : troisième place, médaille de bronze
- — : Non disputée par Martin Fourcade
- : pas d'épreuve

### Coupe du monde
- 7 gros globes de cristal en 2012, 2013, 2014, 2015, 2016, 2017 et 2018.
- 26 petits globes de cristal (dont quatre grands chelems en 2013, 2016, 2017 et 2018) :
  - Vainqueur du classement du sprint en 2012, 2013, 2014, 2015, 2016, 2017, 2018 et 2020.
  - Vainqueur du classement de la poursuite en 2010, 2012, 2013, 2014, 2015, 2016, 2017 et 2018.
  - Vainqueur du classement de l'individuel en 2013, 2016, 2017, 2018 et 2020.
  - Vainqueur du classement de la mass start en 2013, 2014, 2016, 2017 et 2018.
- 186 podiums[209]
  - 150 podiums individuels : 84 victoires, 40 deuxièmes places et 26 troisièmes places.
  - 25 podiums en relais : 9 victoires, 11 deuxièmes places et 5 troisièmes places.
  - 9 podiums en relais mixte : 4 victoires, 3 deuxièmes places et 2 troisièmes places.
  - 2 podiums en relais mixte simple : 2 victoires.

Dernière mise à jour en novembre 2024

#### Classements en Coupe du monde
| Saison    | Individuel | Individuel | Individuel | Sprint  | Sprint | Sprint   | Poursuite | Poursuite | Poursuite | Mass start | Mass start | Mass start | Général | Général | Général  |
| Saison    | Courses    | Points     | Position   | Courses | Points | Position | Courses   | Points    | Position  | Courses    | Points     | Position   | Courses | Points  | Position |
| --------- | ---------- | ---------- | ---------- | ------- | ------ | -------- | --------- | --------- | --------- | ---------- | ---------- | ---------- | ------- | ------- | -------- |
| 2007-2008 | 0/3        |            |            | 1/10    | -      | nc       | 0/8       |           |           | 0/5        |            |            | 1/26    | -       | nc       |
| 2008-2009 | 3/4        | 33         | 41e        | 8/10    | 121    | 31e      | 5/7       | 118       | 19e       | 3/5        | 73         | 25e        | 19/26   | 345     | 24e      |
| 2009-2010 | 3/4        | 97         | 8e         | 9/10    | 253    | 8e       | 5/6       | 197       | 1er       | 5/5        | 152        | 8e         | 22/25   | 719     | 5e       |
| 2010-2011 | 4/4        | 133        | 3e         | 10/10   | 307    | 4e       | 7/7       | 320       | 2e        | 5/5        | 230        | 2e         | 26/26   | 990     | 3e       |
| 2011-2012 | 3/3        | 107        | 4e         | 9/10    | 423    | 1er      | 8/8       | 384       | 1er       | 5/5        | 202        | 3e         | 25/26   | 1100    | 1er      |
| 2012-2013 | 3/3        | 180        | 1er        | 10/10   | 484    | 1er      | 8/8       | 388       | 1er       | 5/5        | 248        | 1er        | 26/26   | 1248    | 1er      |
| 2013-2014 | 1/2        | 60         | 7e         | 9/9     | 402    | 1er      | 7/8       | 298       | 1er       | 3/3        | 174        | 1er        | 20/22   | 934     | 1er      |
| 2014-2015 | 3/3        | 120        | 2e         | 10/10   | 416    | 1er      | 7/7       | 335       | 1er       | 5/5        | 186        | 3e         | 25/25   | 1042    | 1er      |
| 2015-2016 | 3/3        | 140        | 1er        | 9/9     | 379    | 1er      | 7/8       | 391       | 1er       | 5/5        | 242        | 1er        | 24/25   | 1151    | 1er      |
| 2016-2017 | 3/3        | 162        | 1er        | 9/9     | 484    | 1er      | 9/9       | 502       | 1er       | 5/5        | 248        | 1er        | 26/26   | 1322    | 1er      |
| 2017-2018 | 2/2        | 108        | 1er=       | 7/8     | 384    | 1er      | 7/7       | 396       | 1er       | 5/5        | 250        | 1er        | 21/22   | 1116    | 1er      |
| 2018-2019 | 2/3        | 62         | 12e        | 7/9     | 231    | 11e      | 6/8       | 223       | 10e       | 4/5        | 132        | 12e        | 19/25   | 648     | 12e      |
| 2019-2020 | 3/3        | 174        | 1er        | 8/8     | 360    | 1er      | 5/5       | 230       | 2e        | 5/5        | 203        | 3e         | 21/21   | 911     | 2e       |

Dernière mise à jour le 14 mars 2020
- Courses : nombre d'épreuves disputées/nombre total d'épreuves ; Points : nombre de points en Coupe du monde ; Position : classement en Coupe du monde[210].
- Les épreuves des Jeux olympiques et des championnats de monde sont comptabilisées par l'Union internationale de biathlon (International Biathlon Union ou IBU) comme des épreuves de coupe du monde. Les épreuves des Jeux olympiques n'accordent en revanche plus de points pour la coupe du monde à partir de 2014 mais elles restent comptabilisées comme telles dans les palmarès des sportifs.

#### Détail des victoires individuelles
| Saison \ Épreuve | Individuel                                 | Sprint                                               | Poursuite                                                                   | Mass start                                            | Total |
| 2009-2010        |                                            | Holmenkollen                                         | Kontiolahti Holmenkollen                                                    | Vancouver (J.O)                                       | 4     |
| 2010-2011        |                                            |                                                      | Khanty-Mansiïsk (Ch du monde)                                               | Antholz-Anterselva Fort Kent                          | 3     |
| 2011-2012        | Östersund                                  | Kontiolahti Ruhpolding (Ch du monde) Khanty-Mansiïsk | Östersund Ruhpolding (Ch du monde) Khanty-Mansiïsk                          | Ruhpolding (Ch du monde)                              | 8     |
| 2012-2013        | Östersund Nové Město (Ch du monde) Sotchi  | Ruhpolding Sotchi Khanty-Mansiïsk                    | Östersund Holmenkollen                                                      | Ruhpolding Khanty-Mansiïsk                            | 10    |
| 2013-2014        | Östersund Sotchi (J.O)                     | Östersund                                            | Hochfilzen Sotchi (J.O)                                                     | Oberhof Holmenkollen                                  | 7     |
| 2014-2015        | Holmenkollen Kontiolahti (Ch du monde)     | Östersund Oberhof Khanty-Mansiïsk                    | Östersund Hochfilzen                                                        | Oberhof                                               | 8     |
| 2015-2016        | Ruhpolding Holmenkollen (Ch du monde)      | Östersund Canmore Holmenkollen (Ch du monde)         | Östersund Hochfilzen Presque Isle Holmenkollen (Ch du monde)                | Ruhpolding 1                                          | 10    |
| 2016-2017        | Östersund                                  | Östersund Pokljuka Nové Město Ruhpolding Kontiolahti | Pokljuka Nové Město Oberhof Ruhpolding Hochfilzen (Ch du monde) Pyeongchang | Nové Město Holmenkollen                               | 14    |
| 2017-2018        | Ruhpolding                                 | Oberhof Tioumen                                      | Östersund Oberhof Pyeongchang (J.O) Holmenkollen Tioumen                    | Le Grand-Bornand Antholz-Anterselva Pyeongchang (J.O) | 11    |
| 2018-2019        | Pokljuka                                   |                                                      | Hochfilzen                                                                  |                                                       | 2     |
| 2019-2020        | Östersund Antholz-Anterselva (Ch du monde) | Oberhof Ruhpolding                                   | Ruhpolding Kontiolahti                                                      | Oberhof                                               | 7     |
| Total            | 15                                         | 23                                                   | 30                                                                          | 16                                                    | 84    |

| n° | Saison    | Date              | Lieu               | Épreuve           | Compétition           |
| -- | --------- | ----------------- | ------------------ | ----------------- | --------------------- |
| 84 | 2009–2010 | 21 février 2010   | Vancouver          | 15 km mass start  | Jeux Olympiques       |
| 1  | 2009–2010 | 14 mars 2010      | Kontiolahti        | 12.5 km poursuite | Coupe du Monde        |
| 2  | 2009–2010 | 18 mars 2010      | Oslo Holmenkollen  | 10 km sprint      | Coupe du Monde        |
| 3  | 2009–2010 | 20 mars 2010      | Oslo Holmenkollen  | 12.5 km poursuite | Coupe du Monde        |
| 4  | 2010–2011 | 22 janvier 2011   | Antholz-Anterselva | 15 km mass start  | Coupe du Monde        |
| 5  | 2010–2011 | 13 Février 2011   | Fort Kent          | 15 km mass start  | Coupe du Monde        |
| 6  | 2010–2011 | 6 mars 2011       | Khanty-Mansiïsk    | 12.5 km poursuite | Championnats du Monde |
| 7  | 2011–2012 | 30 novembre 2011  | Östersund          | 20 km individuel  | Coupe du Monde        |
| 8  | 2011–2012 | 4 décembre 2011   | Östersund          | 12.5 km poursuite | Coupe du Monde        |
| 9  | 2011–2012 | 11 Février 2012   | Kontiolahti        | 10 km sprint      | Coupe du Monde        |
| 10 | 2011–2012 | 3 mars 2012       | Ruhpolding         | 10 km sprint      | Championnats du Monde |
| 11 | 2011–2012 | 4 mars 2012       | Ruhpolding         | 12.5 km poursuite | Championnats du Monde |
| 12 | 2011–2012 | 11 mars 2012      | Ruhpolding         | 15 km mass start  | Championnats du Monde |
| 13 | 2011–2012 | 16 mars 2012      | Khanty-Mansiïsk    | 10 km sprint      | Coupe du Monde        |
| 14 | 2011–2012 | 17 mars 2012      | Khanty-Mansiïsk    | 12.5 km poursuite | Coupe du Monde        |
| 15 | 2012–2013 | 28 novembre 2012  | Östersund          | 20 km individuel  | Coupe du Monde        |
| 16 | 2012–2013 | 2 décembre 2012   | Östersund          | 12.5 km poursuite | Coupe du Monde        |
| 17 | 2012–2013 | 12 janvier 2013   | Ruhpolding         | 10 km sprint      | Coupe du Monde        |
| 18 | 2012–2013 | 13 janvier 2013   | Ruhpolding         | 15 km mass start  | Coupe du Monde        |
| 19 | 2012–2013 | 14 Février 2013   | Nové Město         | 20 km individuel  | Championnats du Monde |
| 20 | 2012–2013 | 2 mars 2013       | Oslo Holmenkollen  | 12.5 km poursuite | Coupe du Monde        |
| 21 | 2012–2013 | 7 mars 2013       | Sotchi             | 20 km individuel  | Coupe du Monde        |
| 22 | 2012–2013 | 9 mars 2013       | Sotchi             | 10 km sprint      | Coupe du Monde        |
| 23 | 2012–2013 | 15 mars 2013      | Khanty-Mansiïsk    | 10 km sprint      | Coupe du Monde        |
| 24 | 2012–2013 | 17 mars 2013      | Khanty-Mansiïsk    | 15 km mass start  | Coupe du Monde        |
| 25 | 2013–2014 | 28 novembre 2013  | Östersund          | 20 km individuel  | Coupe du Monde        |
| 26 | 2013–2014 | 30 novembre 2013  | Östersund          | 10 km sprint      | Coupe du Monde        |
| 27 | 2013–2014 | 9 décembre 2013   | Hochfilzen         | 12.5 km poursuite | Coupe du Monde        |
| 28 | 2013–2014 | 5 janvier 2014    | Oberhof            | 15 km mass start  | Coupe du Monde        |
| 29 | 2013–2014 | 10 Février 2014   | Sotchi             | 12.5 km poursuite | Jeux Olympiques       |
| 30 | 2013–2014 | 13 Février 2014   | Sotchi             | 20 km individuel  | Jeux Olympiques       |
| 31 | 2013–2014 | 23 mars 2014      | Oslo Holmenkollen  | 15 km mass start  | Coupe du Monde        |
| 32 | 2014–2015 | 6 décembre 2014   | Östersund          | 10 km sprint      | Coupe du Monde        |
| 33 | 2014–2015 | 7 décembre 2014   | Östersund          | 12.5 km poursuite | Coupe du Monde        |
| 34 | 2014–2015 | 14 décembre 2014  | Hochfilzen         | 12.5 km poursuite | Coupe du Monde        |
| 35 | 2014–2015 | 10 janvier 2015   | Oberhof            | 10 km sprint      | Coupe du Monde        |
| 36 | 2014–2015 | 11 janvier 2015   | Oberhof            | 15 km mass start  | Coupe du Monde        |
| 37 | 2014–2015 | 12 Février 2015   | Oslo Holmenkollen  | 20 km individuel  | Coupe du Monde        |
| 38 | 2014–2015 | 12 mars 2015      | Kontiolahti        | 20 km individuel  | Championnats du Monde |
| 39 | 2014–2015 | 19 mars 2015      | Khanty-Mansiïsk    | 10 km sprint      | Coupe du Monde        |
| 40 | 2015–2016 | 5 décembre 2015   | Östersund          | 10 km sprint      | Coupe du Monde        |
| 41 | 2015–2016 | 6 décembre 2015   | Östersund          | 12.5 km poursuite | Coupe du Monde        |
| 42 | 2015–2016 | 12 décembre 2015  | Hochfilzen         | 12.5 km poursuite | Coupe du Monde        |
| 43 | 2015–2016 | 10 janvier 2016   | Ruhpolding         | 15 km mass start  | Coupe du Monde        |
| 44 | 2015–2016 | 13 janvier 2016   | Ruhpolding         | 20 km individuel  | Coupe du Monde        |
| 45 | 2015–2016 | 4 Février 2016    | Canmore            | 10 km sprint      | Coupe du Monde        |
| 46 | 2015–2016 | 12 Février 2016   | Presque Isle       | 12.5 km poursuite | Coupe du Monde        |
| 47 | 2015–2016 | 5 mars 2016       | Oslo Holmenkollen  | 10 km sprint      | Championnats du Monde |
| 48 | 2015–2016 | 6 mars 2016       | Oslo Holmenkollen  | 12.5 km poursuite | Championnats du Monde |
| 49 | 2015–2016 | 10 mars 2016      | Oslo Holmenkollen  | 20 km individuel  | Championnats du Monde |
| 50 | 2016–2017 | 1er décembre 2016 | Östersund          | 20 km individuel  | Coupe du Monde        |
| 51 | 2016–2017 | 3 décembre 2016   | Östersund          | 10 km sprint      | Coupe du Monde        |
| 52 | 2016–2017 | 9 décembre 2016   | Pokljuka           | 10 km sprint      | Coupe du Monde        |
| 53 | 2016–2017 | 10 décembre 2016  | Pokljuka           | 12.5 km poursuite | Coupe du Monde        |
| 54 | 2016–2017 | 15 décembre 2016  | Nové Město         | 10 km sprint      | Coupe du Monde        |
| 55 | 2016–2017 | 17 décembre 2016  | Nové Město         | 12.5 km poursuite | Coupe du Monde        |
| 56 | 2016–2017 | 18 décembre 2016  | Nové Město         | 15 km mass start  | Coupe du Monde        |
| 57 | 2016–2017 | 7 janvier 2017    | Oberhof            | 12.5 km poursuite | Coupe du Monde        |
| 58 | 2016–2017 | 13 janvier 2017   | Ruhpolding         | 10 km sprint      | Coupe du Monde        |
| 59 | 2016–2017 | 15 janvier 2017   | Ruhpolding         | 12.5 km poursuite | Coupe du Monde        |
| 60 | 2016–2017 | 12 Février 2017   | Hochfilzen         | 12.5 km poursuite | Championnats du Monde |
| 61 | 2016–2017 | 4 mars 2017       | Pyeongchang        | 12.5 km poursuite | Coupe du Monde        |
| 62 | 2016–2017 | 10 mars 2017      | Kontiolahti        | 10 km sprint      | Coupe du Monde        |
| 63 | 2016–2017 | 19 mars 2017      | Oslo Holmenkollen  | 15 km mass start  | Coupe du Monde        |
| 64 | 2017–2018 | 3 décembre 2017   | Östersund          | 12.5 km poursuite | Coupe du Monde        |
| 65 | 2017–2018 | 17 décembre 2017  | Le Grand-Bornand   | 15 km mass start  | Coupe du Monde        |
| 66 | 2017–2018 | 5 janvier 2018    | Oberhof            | 10 km sprint      | Coupe du Monde        |
| 67 | 2017–2018 | 6 janvier 2018    | Oberhof            | 12.5 km poursuite | Coupe du Monde        |
| 68 | 2017–2018 | 10 janvier 2018   | Ruhpolding         | 20 km individuel  | Coupe du Monde        |
| 69 | 2017–2018 | 21 janvier 2018   | Antholz-Anterselva | 15 km mass start  | Coupe du Monde        |
| 70 | 2017–2018 | 12 Février 2018   | Pyeongchang        | 12.5 km poursuite | Jeux Olympiques       |
| 71 | 2017–2018 | 18 Février 2018   | Pyeongchang        | 15 km mass start  | Jeux Olympiques       |
| 72 | 2017–2018 | 17 mars 2018      | Oslo Holmenkollen  | 12.5 km poursuite | Coupe du Monde        |
| 73 | 2017–2018 | 22 mars 2018      | Tioumen            | 10 km sprint      | Coupe du Monde        |
| 74 | 2017–2018 | 24 mars 2018      | Tioumen            | 12.5 km poursuite | Coupe du Monde        |
| 75 | 2018–2019 | 6 décembre 2018   | Pokljuka           | 20 km individuel  | Coupe du Monde        |
| 76 | 2018–2019 | 15 décembre 2018  | Hochfilzen         | 12.5 km poursuite | Coupe du Monde        |
| 77 | 2019–2020 | 4 décembre 2019   | Östersund          | 20 km individuel  | Coupe du Monde        |
| 78 | 2019–2020 | 10 janvier 2020   | Oberhof            | 10 km sprint      | Coupe du Monde        |
| 79 | 2019–2020 | 12 janvier 2020   | Oberhof            | 15 km mass start  | Coupe du Monde        |
| 80 | 2019–2020 | 16 janvier 2020   | Ruhpolding         | 10 km sprint      | Coupe du Monde        |
| 81 | 2019–2020 | 19 janvier 2020   | Ruhpolding         | 12,5 km poursuite | Coupe du Monde        |
| 82 | 2019–2020 | 19 Février 2020   | Antholz-Anterselva | 20 km individuel  | Championnats du Monde |
| 83 | 2019–2020 | 14 mars 2020      | Kontiolahti        | 12,5 km poursuite | Coupe du monde        |

#### Statistiques des podiums
Le nombre total de podiums obtenus par Martin Fourcade sur la Coupe du monde s'élève à 186 dont 150 podiums individuels. Il a remporté 84 épreuves individuelles. La poursuite est l'épreuve où il a obtenu le plus grand nombre de victoires avec 30 unités.
| Résultat  | Individuel | Sprint | Poursuite | Mass start | Relais (masculin et mixte) | Total |
| --------- | ---------- | ------ | --------- | ---------- | -------------------------- | ----- |
| 1re place | 15         | 23     | 30        | 16         | 15                         | 99    |
| 2e place  | 3          | 18     | 11        | 8          | 14                         | 54    |
| 3e place  | 3          | 12     | 9         | 2          | 7                          | 33    |

#### Résultats détaillés en Coupe du monde
| Résultats détaillés en Coupe du monde | Résultats détaillés en Coupe du monde | Résultats détaillés en Coupe du monde | Résultats détaillés en Coupe du monde | Résultats détaillés en Coupe du monde | Résultats détaillés en Coupe du monde | Résultats détaillés en Coupe du monde | Résultats détaillés en Coupe du monde | Résultats détaillés en Coupe du monde | Résultats détaillés en Coupe du monde | Résultats détaillés en Coupe du monde | Résultats détaillés en Coupe du monde | Résultats détaillés en Coupe du monde | Résultats détaillés en Coupe du monde | Résultats détaillés en Coupe du monde | Résultats détaillés en Coupe du monde | Résultats détaillés en Coupe du monde | Résultats détaillés en Coupe du monde | Résultats détaillés en Coupe du monde | Résultats détaillés en Coupe du monde | Résultats détaillés en Coupe du monde | Résultats détaillés en Coupe du monde | Résultats détaillés en Coupe du monde | Résultats détaillés en Coupe du monde | Résultats détaillés en Coupe du monde | Résultats détaillés en Coupe du monde | Résultats détaillés en Coupe du monde | Résultats détaillés en Coupe du monde | Résultats détaillés en Coupe du monde | Résultats détaillés en Coupe du monde | Résultats détaillés en Coupe du monde |
| Saison                                | 1                                     | 2                                     | 3                                     | 4                                     | 5                                     | 6                                     | 7                                     | 8                                     | 9                                     | 10                                    | 11                                    | 12                                    | 13                                    | 14                                    | 15                                    | 16                                    | 17                                    | 18                                    | 19                                    | 20                                    | 21                                    | 22                                    | 23                                    | 24                                    | 25                                    | 26                                    | 27                                    | Courses                               | Points                                | Classement                            |
| ------------------------------------- | ------------------------------------- | ------------------------------------- | ------------------------------------- | ------------------------------------- | ------------------------------------- | ------------------------------------- | ------------------------------------- | ------------------------------------- | ------------------------------------- | ------------------------------------- | ------------------------------------- | ------------------------------------- | ------------------------------------- | ------------------------------------- | ------------------------------------- | ------------------------------------- | ------------------------------------- | ------------------------------------- | ------------------------------------- | ------------------------------------- | ------------------------------------- | ------------------------------------- | ------------------------------------- | ------------------------------------- | ------------------------------------- | ------------------------------------- | ------------------------------------- | ------------------------------------- | ------------------------------------- | ------------------------------------- |
| 2007-2008                             |                                       |                                       |                                       |                                       |                                       |                                       |                                       |                                       |                                       |                                       |                                       |                                       |                                       |                                       | .                                     | .                                     | .                                     | .                                     |                                       |                                       |                                       |                                       |                                       |                                       |                                       |                                       |                                       | 1 / 26                                | -                                     | n.c.                                  |
| 2007-2008                             | IN                                    | SP                                    | PU                                    | SP                                    | PU                                    | IN                                    | SP                                    | SP                                    | MS                                    | SP                                    | PU                                    | SP                                    | PU                                    | MS                                    | SP                                    | PU                                    | IN                                    | MS                                    | SP                                    | PU                                    | SP                                    | PU                                    | MS                                    | SP 61e                                | PU                                    | MS                                    |                                       | 1 / 26                                | -                                     | n.c.                                  |
| 2008-2009                             |                                       |                                       |                                       |                                       |                                       |                                       |                                       |                                       |                                       |                                       |                                       |                                       |                                       |                                       | .                                     | .                                     | .                                     | .                                     |                                       |                                       |                                       |                                       |                                       |                                       |                                       |                                       |                                       | 19 / 26                               | 345                                   | 24e                                   |
| 2008-2009                             | IN                                    | SP                                    | PU                                    | SP                                    | PU                                    | IN 36e                                | SP 10e                                | SP 64e                                | MS                                    | SP 22e=                               | PU 15e                                | SP 43e                                | PU 25e                                | MS                                    | SP 18e                                | PU 8e                                 | IN 13e                                | MS 15e                                | IN 43e                                | SP 11e                                | SP 23e                                | PU 21e                                | MS 12e                                | SP 41e                                | PU 19e                                | MS 23e                                |                                       | 19 / 26                               | 345                                   | 24e                                   |
| 2009-2010                             |                                       |                                       |                                       |                                       |                                       |                                       |                                       |                                       |                                       |                                       |                                       |                                       |                                       |                                       | .                                     | .                                     | .                                     | .                                     |                                       |                                       |                                       |                                       |                                       |                                       |                                       |                                       |                                       | 22 / 25                               | 719                                   | 5e                                    |
| 2009-2010                             | IN 7e                                 | SP 8e                                 | SP 12e                                | PU 14e                                | IN N.P.                               | SP N.P.                               | PU                                    | SP 84e                                | MS 21e                                | SP 6e                                 | MS 5e                                 | IN 8e                                 | SP 6e                                 | PU 4e                                 | SP 34e                                | PU 33e                                | IN 13e                                | MS 1er                                | SP 3e                                 | PU 1er                                | SP 1er                                | PU 1er                                | MS 20e                                | SP Ab.                                | MS 6e                                 |                                       |                                       | 22 / 25                               | 719                                   | 5e                                    |
| 2010-2011                             |                                       |                                       |                                       |                                       |                                       |                                       |                                       |                                       |                                       |                                       |                                       |                                       |                                       |                                       |                                       |                                       |                                       |                                       |                                       | .                                     | .                                     | .                                     | .                                     |                                       |                                       |                                       |                                       | 26 / 26                               | 990                                   | 3e                                    |
| 2010-2011                             | IN 3e                                 | SP 3e                                 | PU 5e                                 | SP 38e                                | PU 13e                                | IN Ab.                                | SP 16e                                | SP 68e                                | MS 4e                                 | IN 2e                                 | SP 2e                                 | PU 2e                                 | SP 21e                                | MS 1er                                | SP 2e                                 | PU 7e                                 | SP 4e                                 | PU 2e                                 | MS 1er                                | SP 2e                                 | PU 1er                                | IN 10e                                | MS 10e                                | SP 35e                                | PU 3e                                 | MS 7e                                 |                                       | 26 / 26                               | 990                                   | 3e                                    |
| 2011-2012                             |                                       |                                       |                                       |                                       |                                       |                                       |                                       |                                       |                                       |                                       |                                       |                                       |                                       |                                       |                                       |                                       |                                       |                                       |                                       | .                                     | .                                     | .                                     | .                                     |                                       |                                       |                                       |                                       | 25 / 26                               | 1100                                  | 1er                                   |
| 2011-2012                             | IN 1er                                | SP 4e                                 | PU 1er                                | SP 22e                                | PU 24e                                | SP 2e                                 | PU 7e                                 | SP N.P.                               | MS 13e                                | IN 10e                                | SP 3e                                 | PU 2e=                                | SP 3e                                 | MS 3e                                 | SP 10e                                | PU 4e                                 | MS 5e                                 | SP 1er                                | PU 2e                                 | SP 1er                                | PU 1er                                | IN 25e                                | MS 1er                                | SP 1er                                | PU 1er                                | MS 15e                                |                                       | 25 / 26                               | 1100                                  | 1er                                   |
| 2012-2013                             |                                       |                                       |                                       |                                       |                                       |                                       |                                       |                                       |                                       |                                       |                                       |                                       |                                       |                                       | .                                     | .                                     | .                                     | .                                     |                                       |                                       |                                       |                                       |                                       |                                       |                                       |                                       |                                       | 26 / 26                               | 1248                                  | 1er                                   |
| 2012-2013                             | IN 1er                                | SP 10e                                | PU 1er                                | SP 2e                                 | PU 3e                                 | SP 3e                                 | PU 3e                                 | MS 4e                                 | SP 16e                                | PU 14e                                | SP 1er                                | MS 1er                                | SP 6e                                 | PU 4e                                 | SP 2e                                 | PU 2e                                 | IN 1er                                | MS 10e                                | SP 2e                                 | PU 1er                                | MS 2e                                 | IN 1er                                | SP 1er                                | SP 1er                                | PU 3e=                                | MS 1er                                |                                       | 26 / 26                               | 1248                                  | 1er                                   |
| 2013-2014                             |                                       |                                       |                                       |                                       |                                       |                                       |                                       |                                       |                                       |                                       |                                       |                                       |                                       |                                       | .                                     | .                                     | .                                     | .                                     |                                       |                                       |                                       |                                       |                                       |                                       |                                       |                                       |                                       | 20 / 22                               | 934                                   | 1er                                   |
| 2013-2014                             | IN 1er                                | SP 1er                                | PU Ann.                               | SP 2e                                 | PU 1er                                | SP 3e                                 | PU 16e                                | SP 3e                                 | PU 3e                                 | MS 1er                                | IN                                    | PU                                    | SP 5e                                 | PU 9e                                 | SP 6e                                 | PU 1er                                | IN 1er                                | MS 2e                                 | SP 7e                                 | PU 7e                                 | MS 2e                                 | SP 2e                                 | SP 10e                                | PU 2e                                 | SP 10e                                | PU 4e                                 | MS 1er                                | 20 / 22                               | 934                                   | 1er                                   |
| 2014-2015                             |                                       |                                       |                                       |                                       |                                       |                                       |                                       |                                       |                                       |                                       |                                       |                                       |                                       |                                       |                                       |                                       |                                       |                                       | .                                     | .                                     | .                                     | .                                     |                                       |                                       |                                       |                                       |                                       | 25 / 25                               | 1042                                  | 1er                                   |
| 2014-2015                             | IN 81e                                | SP 1er                                | PU 1er                                | SP 7e                                 | PU 1er                                | SP 4e                                 | PU 3e                                 | MS 2e                                 | SP 1er                                | MS 1er                                | SP 26e                                | MS 21e                                | SP 25e                                | PU 5e                                 | SP 4e                                 | PU 3e                                 | IN 1er                                | SP 2e                                 | SP 12e                                | PU 7e                                 | IN 1er                                | MS 10e                                | SP 1er                                | PU 4e                                 | MS 20e                                |                                       |                                       | 25 / 25                               | 1042                                  | 1er                                   |
| 2015-2016                             |                                       |                                       |                                       |                                       |                                       |                                       |                                       |                                       |                                       |                                       |                                       |                                       |                                       |                                       |                                       |                                       |                                       |                                       |                                       | .                                     | .                                     | .                                     | .                                     |                                       |                                       |                                       |                                       | 24 / 25                               | 1151                                  | 1er                                   |
| 2015-2016                             | IN 21e                                | SP 1er                                | PU 1er                                | SP 2e                                 | PU 1er                                | SP 5e                                 | PU 2e                                 | MS 7e                                 | SP 4e                                 | PU 2e                                 | MS 1er                                | IN 1er                                | MS 2e                                 | SP 28e                                | PU 4e                                 | SP 1er                                | MS 6e                                 | SP 3e                                 | PU 1er                                | SP 1er                                | PU 1er                                | IN 1er                                | MS 2e                                 | SP 40e                                | PU N.P.                               | MS Ann.                               |                                       | 24 / 25                               | 1151                                  | 1er                                   |
| 2016-2017                             |                                       |                                       |                                       |                                       |                                       |                                       |                                       |                                       |                                       |                                       |                                       |                                       |                                       |                                       |                                       | .                                     | .                                     | .                                     | .                                     |                                       |                                       |                                       |                                       |                                       |                                       |                                       |                                       | 26 / 26                               | 1322                                  | 1er                                   |
| 2016-2017                             | IN 1er                                | SP 1er                                | PU 3e                                 | SP 1er                                | PU 1er                                | SP 1er                                | PU 1er                                | MS 1er                                | SP 8e                                 | PU 1er                                | MS 3e                                 | SP 1er                                | PU 1er                                | IN 2e                                 | MS 5e                                 | SP 3e                                 | PU 1er                                | IN 3e                                 | MS 5e                                 | SP 3e                                 | PU 1er                                | SP 1er                                | PU 5e                                 | SP 2e                                 | PU 2e                                 | MS 1er                                |                                       | 26 / 26                               | 1322                                  | 1er                                   |
| 2017-2018                             |                                       |                                       |                                       |                                       |                                       |                                       |                                       |                                       |                                       |                                       |                                       |                                       |                                       |                                       |                                       | .                                     | .                                     | .                                     | .                                     |                                       |                                       |                                       |                                       |                                       |                                       |                                       |                                       | 21 / 22                               | 1116                                  | 1er                                   |
| 2017-2018                             | IN 3e                                 | SP 2e                                 | PU 1er                                | SP 2e                                 | PU 3e                                 | SP 2e                                 | PU 2e                                 | MS 1er                                | SP 1er                                | PU 1er                                | IN 1er                                | MS 2e                                 | SP 2e                                 | PU 2e                                 | MS 1er                                | SP 8e                                 | PU 1er                                | IN 5e                                 | MS 1er                                | SP N.P.                               | MS 2e                                 | SP 3e                                 | PU 1er                                | SP 1er                                | PU 1er                                | MS 19e                                |                                       | 21 / 22                               | 1116                                  | 1er                                   |
| 2018-2019                             |                                       |                                       |                                       |                                       |                                       |                                       |                                       |                                       |                                       |                                       |                                       |                                       |                                       |                                       |                                       |                                       |                                       |                                       |                                       | .                                     | .                                     | .                                     | .                                     |                                       |                                       |                                       |                                       | 19 / 25                               | 648                                   | 12e                                   |
| 2018-2019                             | IN 1er                                | SP 24e                                | PU Ab.                                | SP 2e                                 | PU 1er                                | SP 43e                                | PU 5e                                 | MS 9e                                 | SP 7e                                 | PU 4e                                 | SP 4e                                 | MS 4e                                 | SP 4e                                 | PU 5e                                 | MS 4e                                 | SI                                    | SP Ann.                               | SP                                    | PU                                    | SP 6e                                 | PU 5e                                 | IN 39e                                | MS 24e                                | SP                                    | PU                                    | MS                                    |                                       | 19 / 25                               | 648                                   | 12e                                   |
| 2019-2020                             |                                       |                                       |                                       |                                       |                                       |                                       |                                       |                                       |                                       |                                       |                                       |                                       |                                       | .                                     | .                                     | .                                     | .                                     |                                       |                                       |                                       |                                       |                                       |                                       |                                       |                                       |                                       |                                       | 21 / 21                               | 911                                   | 2e                                    |
| 2019-2020                             | SP 5e                                 | IN 1er                                | SP 10e                                | PU 10e                                | SP 12e                                | PU 7e                                 | MS 5e                                 | SP 1er                                | MS 1er                                | SP 1er                                | PU 1er                                | IN 2e                                 | MS 5e                                 | SP 3e                                 | PU 4e                                 | IN 1er                                | MS 7e                                 | SP 6e                                 | MS 14e                                | SP 2e                                 | PU 1er                                | SP Ann.                               | PU Ann.                               | MS Ann.                               |                                       |                                       |                                       | 21 / 21                               | 911                                   | 2e                                    |

### Championnats du monde junior
Martin Fourcade a remporté une médaille de bronze lors de ses participations aux Championnats du monde junior en 2007 et 2008. En 2007, pour ses premiers mondiaux junior en Martello (Italie), Fourcade remporte la médaille de bronze en relais aux côtés de Jean-Guillaume Béatrix et Yann Guigonnet, il réalise dans les épreuves individuelles de bons résultats avec une 5e place dans l'individuel, et une 9e place en sprint et poursuite. L'année suivante à Ruhpolding, il ne remporte pas de médailles mais réalise des performances honorables avec une 5e place en relais, une 8e place en individuel, une 10e place en poursuite et une 11e place en sprint.
| Épreuve / Édition        | Individuel | Sprint | Poursuite | Relais                    |
| Mondiaux 2007 Martello   | 5e         | 9e     | 9e        | Médaille de bronze, monde |
| Mondiaux 2008 Ruhpolding | 8e         | 11e    | 11e       | 5e                        |

### Jeux mondiaux militaires d'hiver
| Épreuve / Édition  | Annecy 2013               |
| Sprint par équipes | Médaille de bronze, monde |

### Ski de fond
- Meilleur classement général dans la Coupe du monde : 130e en 2016.

### Records

#### Coupe du monde
- 7 fois vainqueur du classement général de coupe du monde (record)
- 7 fois vainqueur du classement général de coupe du monde d'affilée (record)
- 26 petits globes de classement de spécialité (record)
- 8 petits globes de sprint (record partagé avec Bjørndalen)
- 8 petits globes de poursuite (record)
- 5 petits globes d'individuel (record)
- 5 petits globes de Mass Start (record partagé avec Bjørndalen)
- 4 fois vainqueur du classement général et des 4 globes de spécialité dans la même saison (record)
- 84 victoires individuelles dont 68 en coupe du monde proprement dite (3e derrière Bjørndalen, 95 victoires dont 79 en Coupe du monde proprement dite, et J.T. Boe, 91)
- 14 victoires individuelles en une saison (seul  J.T. Boe a fait mieux, à deux reprises, 16 et 19 victoires)
- 150 podiums individuels dont 126 en coupe du monde proprement dite (2e derrière Bjørndalen)
- 22 podiums individuels (sur 26 épreuves dont il a pris le départ) en une saison de coupe du monde, dont 2 podiums olympiques (J.T. Bø compte également un record de 22 podiums, mais en seulement 23 départs)

#### Jeux olympiques
- 6 médailles d'or et 1 médailles d'argent (2e derrière Bjørndalen, 8 médailles d'or, 4 médailles d'argent)
- 5 médailles d'or et 1 médaille d'argent individuelles olympiques (2e derrière Bjørndalen, 5 médailles d'or, 3 médailles d'argent et 1 médaille de bronze)
- 2 médailles d'or et 1 médaille d'argent individuelles en une édition olympique (2e derrière Bjørndalen, 3 médailles d'or)
- Premier sextuple champion olympique dans l'histoire du sport français

#### Championnats du monde
- 13 médailles d'or (3e derrière JT Boe et Bjørndalen, respectivement 23 et 20 médailles d'or)
- 28 médailles : 13 médailles d'or, 10 médailles d'argent et 5 médailles de bronze (3e derrière Bjørndalen, 45 médailles : 20 médailles d'or, 14 médailles d'argent et 11 médailles de bronze; et JT Boe, 43 médailles)
- 11 médailles d'or individuelles (2e avec Bjørndalen, derrière JT Boe, 12 médailles d'or)
- 18 médailles individuelles : 11 médailles d'or, 4 médailles d'argent et 3 médailles de bronze (3e derrière Bjørndalen, 26 médailles : 11 médailles d'or, 6 médailles d'argent et 9 médailles de bronze; et JT Boe, 22 médailles individuelles)
- 3 médailles d'or et 1 médaille d'argent individuelles en une édition (record partagé avec Raphael Poirée et JT Boe)
- 6 championnats du monde d'affilée avec au moins un titre individuel (record)

#### Carrière
- 8 évènements majeurs (Championnats du monde ou Jeux olympiques) d'affilée avec au moins un titre individuel (record)
- 4 fois vainqueur sur une même saison de tous les globes de la Coupe du monde (celui du classement général plus ceux des 4 spécialités), et individuellement titré la même année au moins une fois aux championnats du monde ou aux Jeux olympiques (record)
- 7 saisons d'affilée avec au moins 7 victoires individuelles (record)
- un total de 99 victoires dont 15 en relais (3e derrière Bjørndalen, 136, et JT Boe, 134)
- 84 victoires individuelles sur 283 départs, 29,7 % de victoires (record)
- 150 podiums individuels sur 283 départs, 53,0 % de podiums (record)

## Distinctions
- Officier de la Légion d'honneur en 2018[211], Chevalier en 2014[212].
- Chevalier de l'ordre national du Mérite en 2010[213].
- Il devient en 2013, le premier Français à recevoir la médaille Holmenkollen, plus haute distinction du ski nordique[214].
- Prix Olivier-Schwarz (le sportif le plus sympathique) aux RMC Sport Awards 2015[215].
- Trophée « brigadier-chef Alexis Vastine » en 2015, honorant les performances de l'année d'un sportif de haut-niveau membre de l'Armée française[216].
- Élu sportif français de l'année 2017 par les journalistes de la rédaction d'Eurosport[217].
- RMC Sport Award du champion du sport français de l'année 2018[218].
- Élu sportif français de l'année 2018 par les journalistes de la rédaction d'Eurosport[219].
- Élu sportif français de l'année 2018 par les lecteurs de France TV Sport[220].

## Ouvrages
- Mon rêve d'or et de neige, Marabout, 2017, 219 p.
- Un dernier tour de piste, Marabout, 2020, 216 p.